# Mac (コンピュータ)

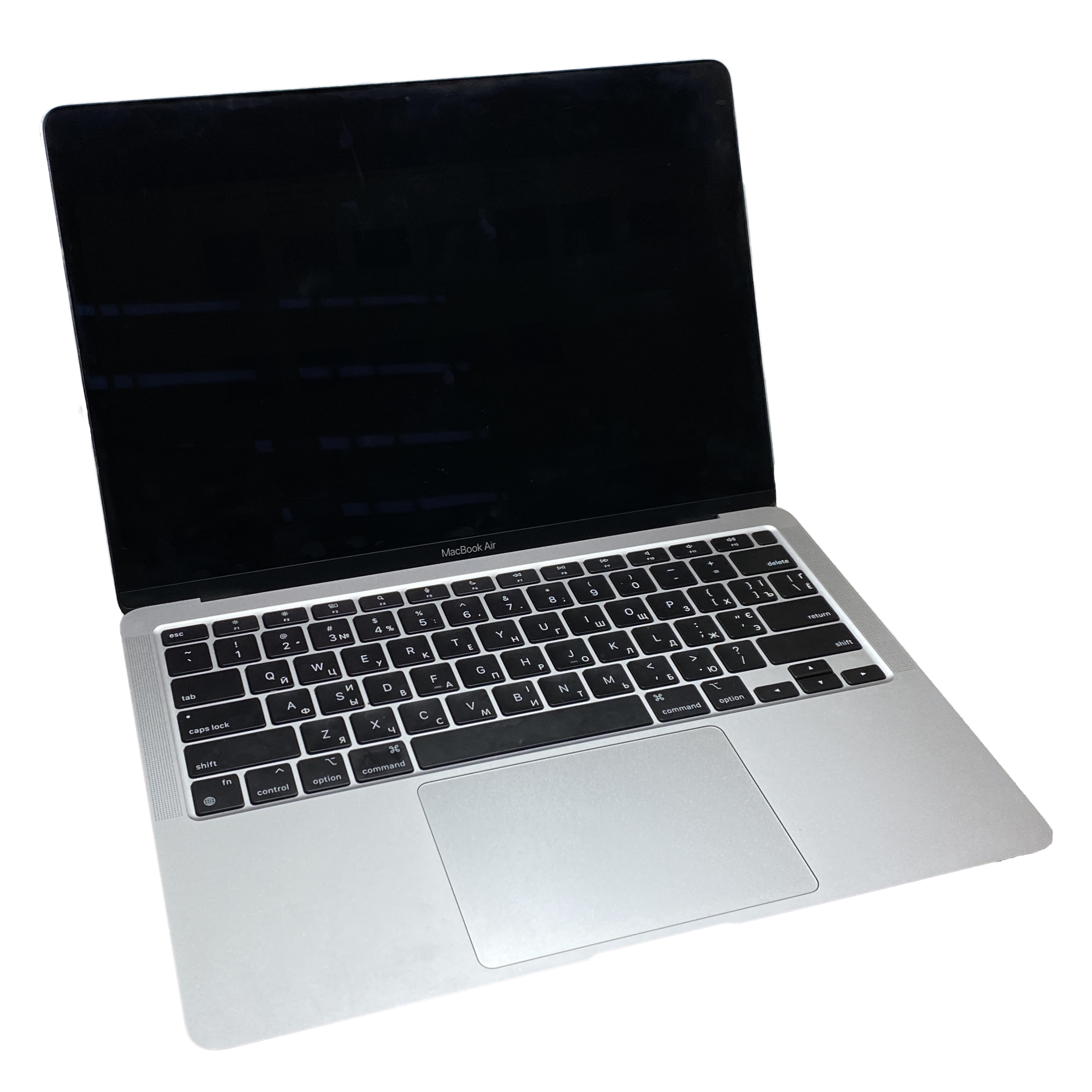
MacBook Air (M1, 2020)

Mac（マック）またはMacintosh（マッキントッシュ）は、Appleが開発および販売を行っているパーソナルコンピューターである。

## 概要
Macintoshは、Apple創業者の一人、スティーブ・ジョブズの陣頭指揮のもとに開発された。ジョブズの思想や夢、感性が設計思想に盛り込まれ、直感的で視覚的な操作インターフェイス、画面に表示される文字フォントの細やかさや美しさ、画面と印刷物に表示される図像の精度（特にWYSIWYGの実現）、筺体の美しさなどが重視されている（#歴史）。
このような特徴から、MacintoshはDTPの道を切り開き一般化させた。そのうえで、各時代のデザイン関連の先端のソフトウェアを動かせる（かつては唯一の）プラットフォームとなった。現在でもグラフィックデザイン、イラストレーション、Webデザイン、書籍・雑誌などの組版業務で主流のプラットフォームである。
当初から、コンテンツ制作に有用なプラットフォームとして評価されている。デザインや組版に限らず、広く「表現」にかかわるアーティストの多くがプラットフォームにMacintoshを使用し高く評価した。それにより、音楽（デジタルミュージック、DAW）、映像（ノンリニア編集、VFX）等でも使われ続けている。また、個人のクリエイターだけでなく、Web系のIT企業でもコンテンツを作成する作業が多いため、多く採用されている。
21世紀には技術的な分野でも有用なプラットフォームとなっている。2001年にリリースされたMac OS X以降、Macに搭載されているオペレーティングシステム (OS) は、標準化団体The Open Groupにより認証された正規のUNIXである。UNIXであることにより、入手しやすい市販のコンピューターでありながら、UNIX・Linux系のソフトウェアが問題なく利用できるプラットフォームとして重宝されている。理学、工学などの科学・エンジニアリングの分野や、物理学、天体物理学などの研究室で世界的に採用されている。アメリカ合衆国では初等教育から高等教育などでも広く採用されている。

## 歴史

### 1979年 - 1984年：開発

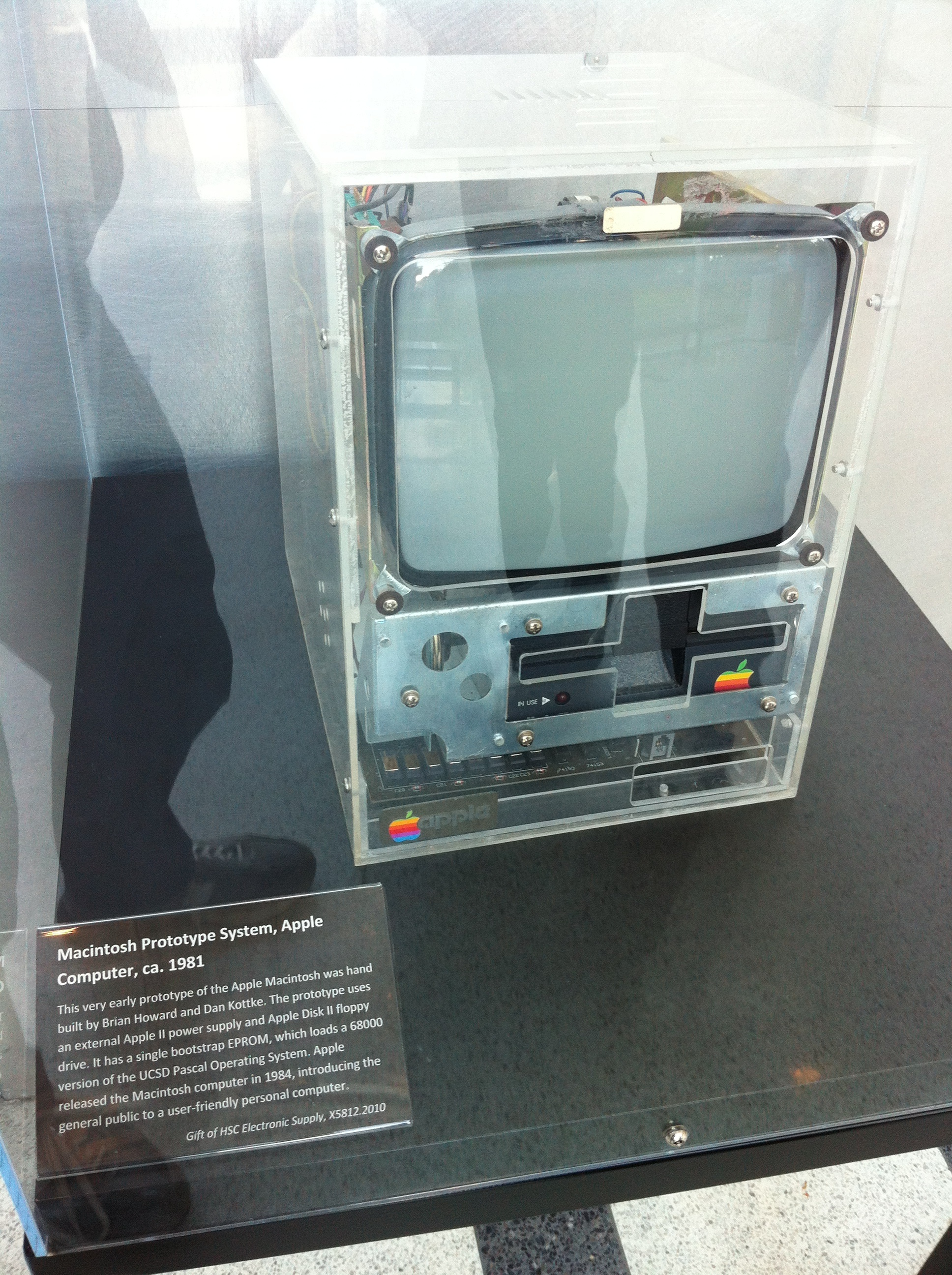
1981年当時のMacintoshの試作機（コンピューター歴史博物館にて）

1970年代後半にMacintoshプロジェクトが始動。1978年にAppleに入社したジェフ・ラスキンは、「使いやすく、安価で、一般の消費者が手に入れられるコンピューターを作りたい」というアイデアを持っていた。1979年3月、Apple Computerの3人の創業者の1人であるマイク・マークラにアイデアを提示し、同年9月、マークラから許可を得て、数人を雇用してApple社内に開発チームを立ち上げた。このプロジェクトは、ラスキンの好きなリンゴであるマッキントッシュ（McIntosh）にちなんで「Macintosh」と名付けられたが、Hi-Fi機器のメーカーであるマッキントッシュ・ラボ（McIntosh Laboratory）に似すぎているため、法律上の理由から名前の綴りを変更しなければならなかった。ラスキンは、このコンピュータのために考えたすべてのアイデアを『The Book of Macintosh』という本にまとめた。試作機を作る技術者を探していたラスキンは、Apple Lisaプロジェクトのビル・アトキンソンの推薦で、Apple IIのメンテナンス部門に属していたバレル・スミスを採用した。
ラスキンは、Macintoshの成功の決め手となった2つの要素、Motorola 68000マイクロプロセッサーとマウスの使用に反対した。ラスキンの「Macintosh」設計案は、テキストベースのインターフェイスを持つマシン（ラスキンがApple退社後に開発したキヤノン・キャットに似たマシン）として構想されていた。ラスキンの思い描いていたコンピュータというのは低価格指向で、価格は1000ドル以下を想定し、それを実現するためにCPUは64キビオクテット以上のアドレスを指定できないMC6809（8ビットCPU）で済ませ、5インチディスプレイを備えたもので、インタフェイスに関しても、テキストベースでありグラフィカルインターフェイスを備えないといったものであり、その後ジョブズが指揮をとり発売されることになった「Macintosh」とは基本コンセプトが大きく異なっていた。Apple Lisaのプログラムの進化に興味を持ったMacintosh開発チームの責任者バド・トリブルは、バレル・スミスにLisaのMC68000をMacintoshに搭載しながら、できるだけコストを抑る提案をした。スミスは1980年12月、MC68000の周波数を5メガヘルツ（MHz）から8メガヘルツ（MHz）に上げながら、MC68000を搭載する回路基板を設計して、この挑戦に挑んだ。この回路では、RAMチップの数が少なくて済むため、価格も安くなった。1984年に発売された最終モデルは、64キロバイトの読み出し専用メモリと、64キロビットのチップを16個組み合わせた128キロバイトのRAMを搭載している。9インチの画面はモノクロで、512×342ピクセルを表示する仕様になっていた。
1980年末、当時Apple Computerの最高経営責任者（CEO）だったマイケル・スコットは、会社のリストラを進め、創業者の1人であるジョブズはLisaプロジェクトからの離脱を余儀なくされる。1980年12月12日の株式公開に向けて、スコットから代表として派遣されたが、経営者としての説得力はなかった。そこで、ラスキンのMacintoshプロジェクトに目を向けた。ジョブズは、Lisaプロジェクトから除外されたことへの復讐だと考えていた。ジョブズとラスキンは何度か対立しており、マウスを巡っては不要とするラスキンと、逆にマウスのないMacintoshを見たくないと主張するジョブズとの間で意見が分かれた。最終的にはジョブズは意見が通り、MacintoshはLisaで使われていたマウスと同様の物が付属した。このような度重なる対立と2人のキャラクタの大きなエゴにより、ラスキンは正式発売の約2年前の1982年3月1日にMacintoshプロジェクトとApple Computerから正式に離脱した。
アンディ・ハーツフェルドによると、現在世間で知られているMacintosh 128Kは、ラスキンが『The Book of Macintosh』の中で構想していたコンピュータとはほとんど関係がないという。また、スティーブ・キャップスとの共著『Revolution in The Valley: The Insanely Great Story of How the Mac Was Made』では、ジョブズがジャン＝ミシェル・フォロンを雇って、ブランドを代表するキャラクター「Mr. Macintosh」を作りたいと考えていたと述べている。

### 1984年：発売

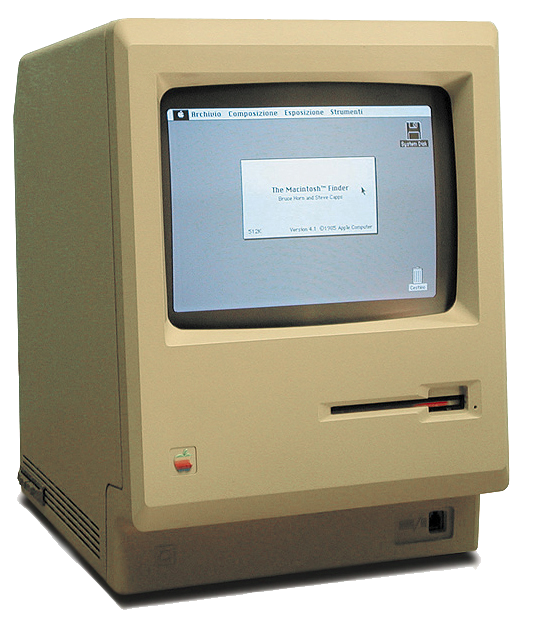
Macintosh 128K：マウスとグラフィカルユーザーインタフェイスを使ったパーソナルコンピューターとして初めて商業的に成功した

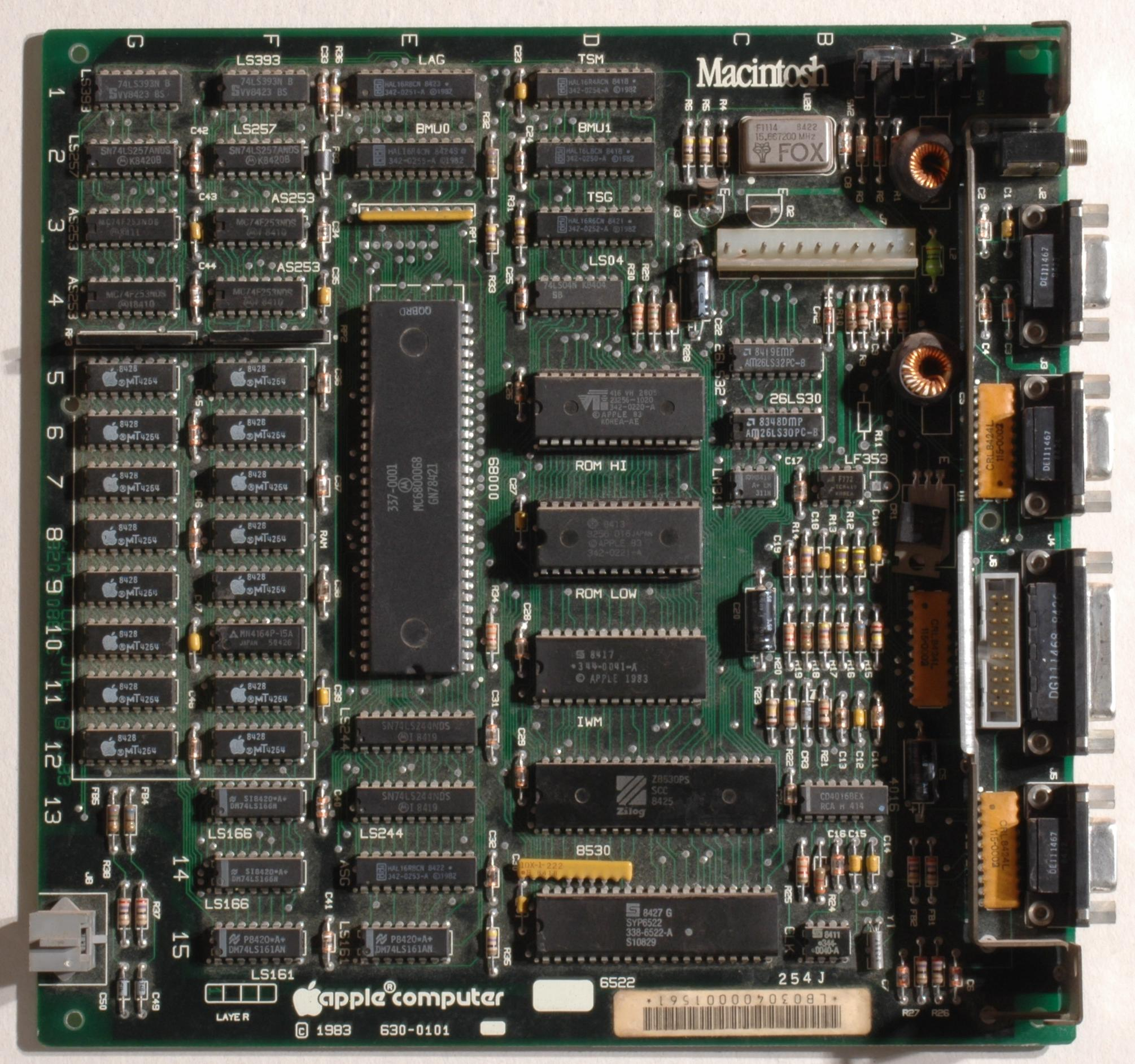
8 MHzのMotorola 68000マイクロプロセッサーを搭載したMacintosh 128Kのロジックボード

1982年、レジス・マッケンナはMacintoshのマーケティングと発売のために招聘された。その後、マッケンナのチームにはジェーン・アンダーソン、ケイティ・キャディガン、アンディ・カニンガムが加わり、最終的にはAppleのマーケティングチームを率いていた。カニンガムとアンダーソンは、Macintoshの主要な発売計画作者であった。Mactintoshの発売は、「マルチプルエクスクルーシブ」、イベントマーケティング（ペプシからコンセプトを持ち込んだジョン・スカリーによる）、製品の神秘性の演出、製品の制作過程の紹介など、今日のテクノロジー製品の発売に用いられるさまざまな戦術の先駆けとなった。
Lisaの発表後、1983年2月にジョン・ドボルザークがAppleで謎の「MacIntosh」プロジェクトがあるという噂を取り上げた。1983年10月にはカリフォルニア州フリーモントにあるAppleの工場で製造された「Macintosh 128K」が発表され、12月には18ページのパンフレットが各種雑誌に同梱されていた。Macintoshは、リドリー・スコットが監督を務めたTVCM「1984」（150万ドルの製作費を費やして制作された）で紹介された。1984年1月22日に開催された第18回スーパーボウルの第3クォータで放映されたこのCMは、現在では「分水嶺」「傑作」と評されている。マッケンナは、このCMを「Macそのものよりも成功している」と称した。「1984」では、「ビッグ・ブラザー」に支配されるディストピア的な未来（ジョージ・オーウェルの小説『1984年』のオマージュ）を描き、コンピューター業界を支配しようとするIBM社の「適合性」から人類を救う手段としてのMacintosh（CM中に登場する女性が着ている白いタンクトップにピカソ風のコンピューターの絵が描かれていることで示されている）の登場を表現した。
「1984」の放映から2日後の1月24日に発売された「Macintosh 128K」には、そのインターフェイスを見せるための「MacWrite」と「MacPaint」の2つのアプリケーションが同梱されていた。ジョブズの基調講演で初めて披露されたMacは、瞬く間に熱狂的な支持を集めたが、単なる「おもちゃ」との評価もあった。GUIを中心に設計されたOSであるため、既存のテキストモードやコマンド駆動のアプリケーションは、デザインを変更したり、プログラミングコードを書き換えたりする必要があった。これは時間のかかる作業であり、多くのソフトウェア開発者が敬遠したため、当初、新システム用のソフトウェアが不足していたとも考えられている。また、回復不能なシステムエラーが発生した時には爆弾マークが表示されるが、これは「Macintosh 128K」から存在していた。1984年4月にはマイクロソフト社の「Microsoft Multiplan」が、1985年1月には「Microsoft Word」がMS-DOSから移植された。1985年、ロータス・ソフトウェアは、IBM PC用のLotus 1-2-3の成功を受けて、Macintosh用のLotus Jazzを発表したが、ほとんど失敗に終わった。同年、Appleは「レミングス」という広告でMacintosh Officeスイートを発表した。この広告は、自社の潜在的な顧客を侮辱したことで有名だが、成功しなかった。
Appleは250万ドルを投じて、選挙後に発行された『ニューズウィーク』誌の39ページすべての広告を購入し、「Test Drive a Macintosh」というプロモーションを展開した。このプロモーションでは、クレジットカードを所持している購入希望者が24時間Macintoshを持ち帰り、その後ディーラーに返却することができた。20万人が参加した一方で販売店はこのプロモーションを嫌い、需要に対してコンピューターの供給が不足し、多くのコンピューターが販売できないほど悪い状態で返却された。このマーケティングキャンペーンにより、CEOのジョン・スカリーは価格を1,995ドルから2,495ドル（2020年の6,000ドル相当）に引き上げた。それでも、この年の初めに出荷が開始されたIBM PCjrを上回る勢いで売れ、ある販売店では600台以上の注文が残ったという。1984年4月には5万台のMacintoshを販売し、5月初旬には7万台、年末には25万台近くを販売したいと考えていた。

### 1984年 - 1990年：デスクトップパブリッシング

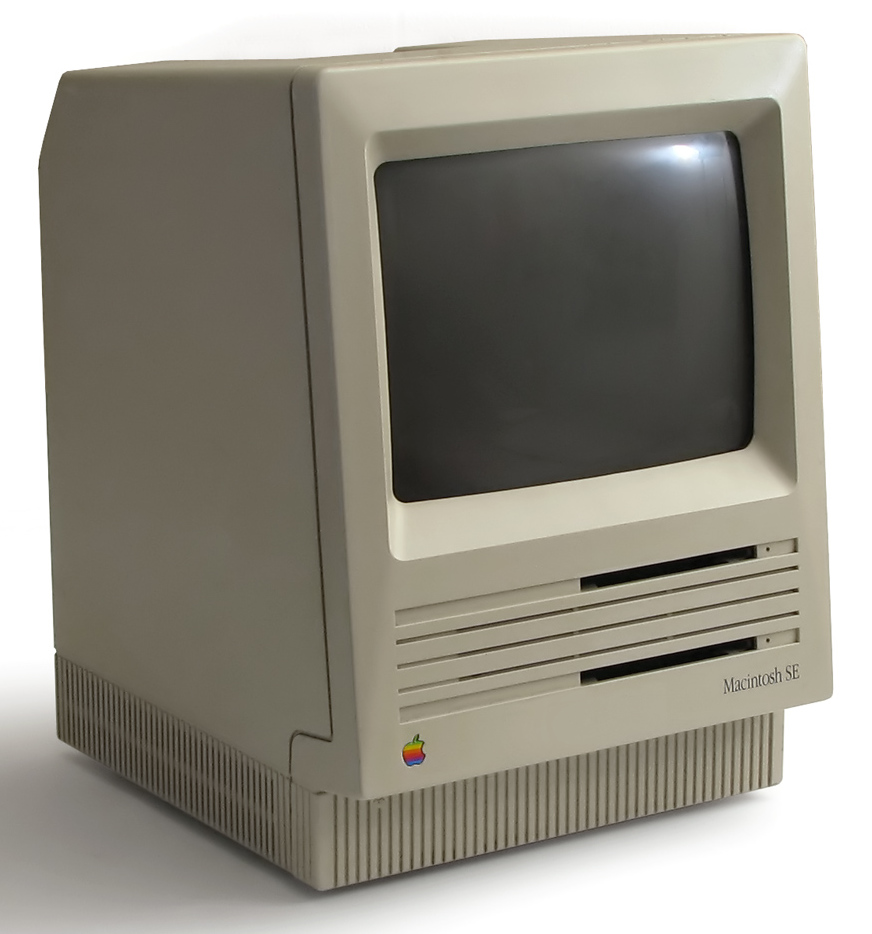
アップグレードが可能な初のコンパクトMacintosh、Macintosh SE

Apple IIの販売先は企業が中心だったが、IBM PCの登場により、中小企業や学校、一部の家庭がAppleの主要顧客となった。ジョブズは、Macintoshの発表時に「MacintoshがApple II、IBM PCに次ぐ第3の業界標準になると期待している」と述べている。他のすべてのコンピューターを凌駕し、ある販売店が「最初の2,500ドルの衝動買い」と表現するほどの魅力を持っていたMacintoshだが、最初の1年間は、特にビジネスユーザーの間で期待に応えられなかった。MacWriteやMacPaintなど10種類ほどのアプリケーションしか普及していなかったが、多くのApple以外のソフトウェア開発者が導入に参加し、ロータス、デジタルリサーチ、アシュトンテイトなど79社が新しいコンピューターのために製品を作っていることをAppleは約束した。それぞれのコンピュータが1年後には、ワープロ1つ、データベース2つ、表計算ソフト1つなど、Macintoshのソフトウェアの品揃えはPCの4分の1にも満たなかったが、Appleは28万台のMacintoshを販売したのに対し、IBMの初年度のPC販売台数は10万台にも満たなかった。MacWriteがMacintoshに搭載されたことで、開発者は他のワープロソフトを作る意欲を失った。
Macintoshは、ソフトウェア開発者を熱狂させたが、グラフィカルユーザーインタフェイスを使用するソフトウェアの書き方を習得する必要があり、また販売当初にはMacintoshのソフトウェアを書くためにLisa 2やUnixシステムが必要だった。Infocom社は、Macの発売に合わせて、バグの多い初期のOSを独自の最小限の起動可能なゲームプラットフォームに置き換え、唯一のサードパーティゲームを開発していた。ソフトウェア開発にPascalを採用しているにもかかわらず、AppleはネイティブコードのPascalコンパイラを1986年までリリースしなかった。サードパーティ製のPascalコンパイラが登場するまでは、開発者は他の言語でソフトウェアを書きながら、「Inside Macintosh」と呼ばれるMacintoshのAPIやマシンアーキテクチャーを解説した開発者向けマニュアルを理解できる程度のPascalを習得しなければならなかった。

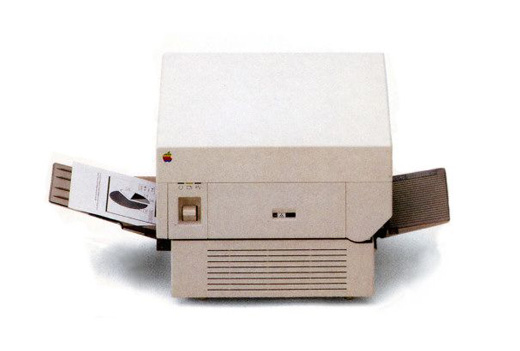
LaserWriter

Apple Macintoshとして発売された「Macintosh 128K」は、Apple Macintoshパーソナルコンピュータの原型である。ベージュ色の筐体に9インチ（23cm）のブラウン管モニターを搭載し、キーボードとマウスが付属していた。筐体の上部はハンドル形状になっており、持ち運びが容易だった。これは、1984年にAppleが発表した象徴的なテレビ広告と同義であった。このモデルと同年9月に発売された「Macintosh 512K」には、ハードプラスチックのカバーの内側にコアチームのサインが浮き彫りにされており、すぐにコレクターズアイテムとなった。
1985年、MacとAppleのLaserWriterプリンタ、そしてボストン・ソフトウェアのMacPublisherやAldusのPageMakerなどのMac専用ソフトウェアの組み合わせにより、テキストやグラフィックを含むページレイアウトをデザイン、プレビュー、印刷できるようになり、これがDTP（デスクトップパブリッシング）として知られるようになった。当初、デスクトップパブリッシングはMacintosh専用だったが、やがて他のプラットフォームでも利用できるようになった。その後、Aldus FreeHand、QuarkXPress、アドビのIllustratorやPhotoshopなどのアプリケーションが登場し、Macはグラフィックコンピュータとしての地位を確立し、デスクトップパブリッシング市場の開拓と拡大に貢献した。
1984年の「Macintosh 128K」ではOSの一部が64KBのROMに収容されていたため、メモリやストレージの負担が小さく128KBのメモリで多くの業務が可能であった。しかし一般的なアプリケーションではメモリが不足しており、フロッピーディスクをたびたび入れ替える必要があるなど実用性に問題があった。Macintoshが実用に耐えるマシンとなったのは、512KBのメモリと128KBのROMを搭載して1984年10月に3,195ドルで発売された「Fat Mac」と呼ばれた改良版のMacintosh 512Kである。2年後には、フロッピーディスクドライブは片面400KBから両面800KBのものになったMacintosh 512Keが発売された。

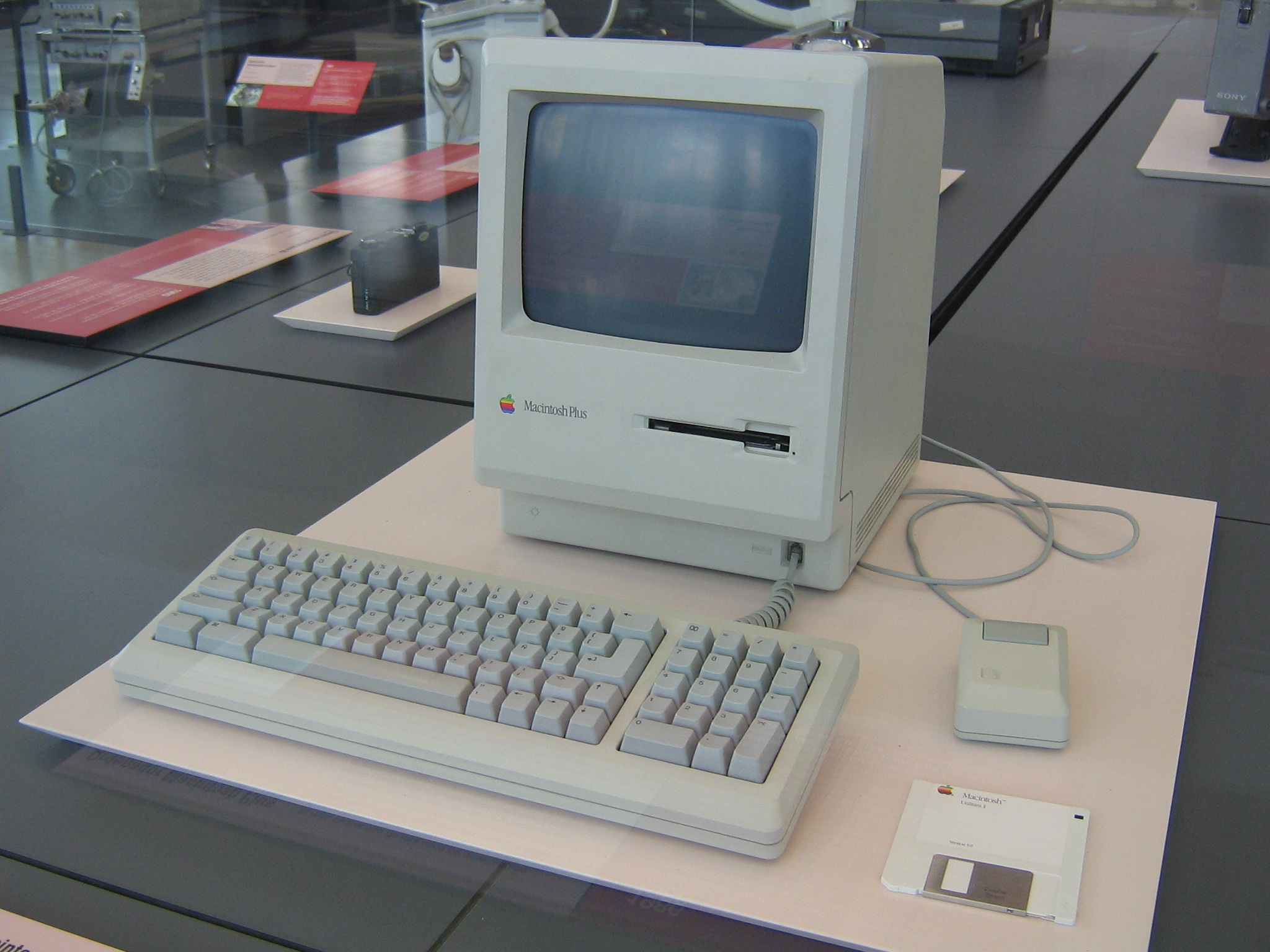
Macintosh Plus

1986年1月10日、Appleは「Macintosh Plus」を2,600ドルで発売した。RAMの容量は1メガバイト（1,024キロバイト）で、ソケット式のRAMボードを使えば4MBまで拡張できた。SCSIポートを装備し、ハードディスクやスキャナなどの周辺機器を最大7台まで接続することができた。また、フロッピーディスクの容量も800KBに拡張された。「Macintosh Plus」はすぐに成功を収め、1990年10月15日まで変わらず生産された。4年10か月強にわたって販売された「Macintosh Plus」は、2013年12月19日に発売された第2世代のMac Proが2018年9月18日にこの記録を上回るまで、Apple史上最も長寿のMacintoshであった。
1987年には20MBのハードディスクを内蔵し1個の拡張スロットPDSを装備した「Macintosh SE」が2,900ドルで発売された（ハードディスク付きは3900ドル）。ジェリー・マノックとテリー・オヤマのオリジナルデザインを継承しつつ、スノーホワイトデザイン言語を採用したほか、数か月前にApple IIGSに搭載されたApple Desktop Bus（ADB）マウスとキーボードを採用していた。また、同年にAppleはモトローラの新技術を活用し、16MHzのMC68020プロセッサーを搭載した「Macintosh II」を5500ドルで発売した。主な改良点は、グラフィックスAPI QuickDrawをカラー化し、あらゆるディスプレイサイズ、24ビットの色深度、マルチモニタに対応できるなど、さまざまに工夫されていた。NuBus拡張スロットを備えたオープンアーキテクチャ、カラーグラフィックスと外部モニタのサポートなど、「Macintosh SE」同様にスノーホワイトデザイン言語を採用した「Macintosh II」は新しい方向性の始まりだった。ハードディスクを内蔵し、ファン付きの電源を搭載していたため、当初は大きな音がしていた。あるサードパーティの開発者が、熱センサーでファンの回転数を調整する装置を販売したが、保証が無効になった。その後のMacintoshでは、電源やハードディスクの静音化が図られた。
1987年、Appleはソフトウェア事業をクラリス社として独立させ、MacWrite、MacPaint、MacProjectなどのアプリケーションのコードと権利を与えた。1980年代後半にソフトウェアを刷新し、MacDraw Pro、MacWrite Pro、FileMaker Proなどの「Pro」シリーズを発表した。また、完全なオフィススイートを提供するために、Informixの表計算ソフト「Wingz」のMac版の権利を購入して「Claris Resolve」と改名し、新しいビジネス文書作成ソフト「クラリスインパクト(Claris Impact)」を追加した。1990年代初頭には、クラリスのアプリケーションは消費者レベルのMacintoshの大半に搭載され、非常に高い人気を得ていた。1991年、ClarisWorksをリリースし、すぐに同社の2番目のベストセラーアプリケーションとなった。1998年にクラリスがAppleに再統合された際、ClarisWorksはバージョン5.0からAppleWorksと改称された。
1988年、Appleは長方形で重なり合い、サイズ変更が可能なウィンドウを使用していることなどが、Appleが保持するGUIの著作権を侵害しているとして、マイクロソフトとヒューレット・パッカードを訴えた。4年後、この訴訟はAppleに不利な判決が下され、その後の控訴も同様だった。フリーソフトウェア財団は、AppleがGUIを独占しようとしていると懸念し、7年間Macintosh用のGNUソフトウェアをボイコットした。

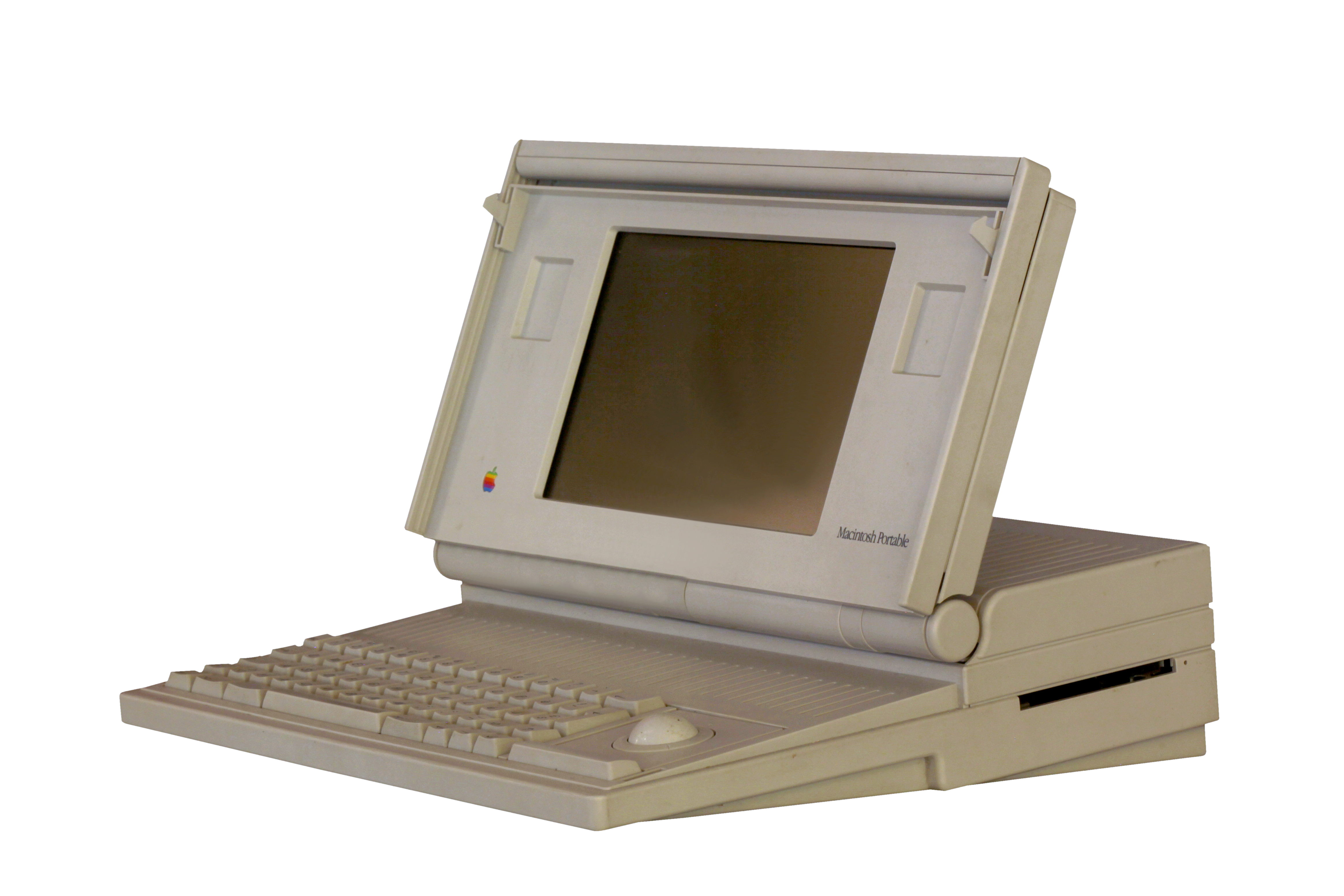
Apple初のバッテリー駆動のMacintosh、Macintosh Portable

同年にはモトローラのMC68030プロセッサを搭載したMacintosh IIxが発売された。MC68030はメモリ管理ユニット追加などの内部改良が施されていた。1989年にはスロット数を減らしてよりコンパクトになったMacintosh IIcxと、16MHzのMC68030を搭載したMacintosh SEのバージョンであるMacintosh SE/30が発売された。同年末、持ち運び可能なバッテリで駆動するMacintosh Portableを発表した。また、25MHzで動作するMacintosh IIciを発表し、Macとしては初めて「32ビットクリーン」を実現した。これにより、「32ビットダーティ」のROMを搭載していた従来の製品とは異なり、8MB以上のRAMをネイティブにサポートすることができた。System 7は、32ビットアドレスをサポートする最初のMacintosh用OSだった。翌年には、9,900ドルからのMacintosh IIfxが発表された。40MHzの高速なプロセッサMC68030を搭載しただけでなく、メモリの高速化や入出力処理専用のApple II CPU（6502）を2個搭載するなど、内部のアーキテクチャを大幅に改善していた。

### 1990年 - 1998年：Appleの衰退
1990年5月に発売されたMicrosoft Windowsの第3弾、Windows 3.0は、MS-DOSに被せるグラフィカルなOS環境に過ぎなかったが、Mac OS(当時は単にSystemという呼称)と似た機能と性能を備えた初めてのWindowsであった。当時、MacintoshはまだWindowsを搭載したPCよりも優れていると考えられていたが、この時点でWindowsは「平均的なユーザにとっては十分な性能を持っていた」とされていた。また、前年にジャン＝ルイ・ガセーがMacの利益率を下げることを断固として拒否していたことも追い討ちをかけた。さらに、1989年には急激に拡大したパソコン業界を揺るがす部品不足が発生し、Apple USAの責任者であるアラン・ローレンは値下げを余儀なくされ、Appleの利益率は低下した。

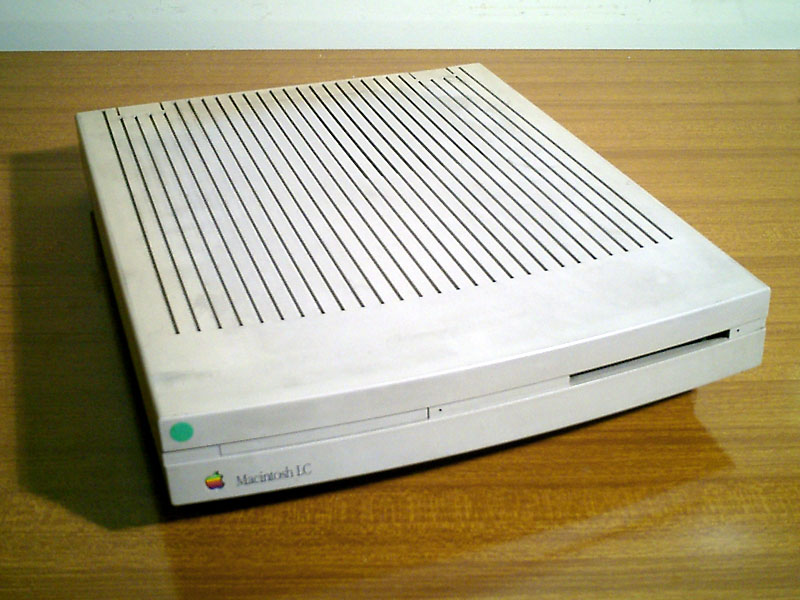
Macintosh LC

これを受けて、Appleは1990年10月に比較的安価なMacを発売した。2001年初頭までは、Macintosh SEの廉価版であるMacintosh Classicが最も廉価なMacとして販売された。MC68020を搭載したMacintosh LCは、ピザ箱のような独特の筐体にカラーグラフィックを搭載し、Appleは512×384ピクセルの低価格カラーモニタも販売していた。また、Macintosh IIsiは、20MHzのMC68030で、拡張スロットを1つ付けただけのものであった。この3機種はいずれもよく売れたが、Appleの利益率はそれまでの機種に比べてかなり低かった。

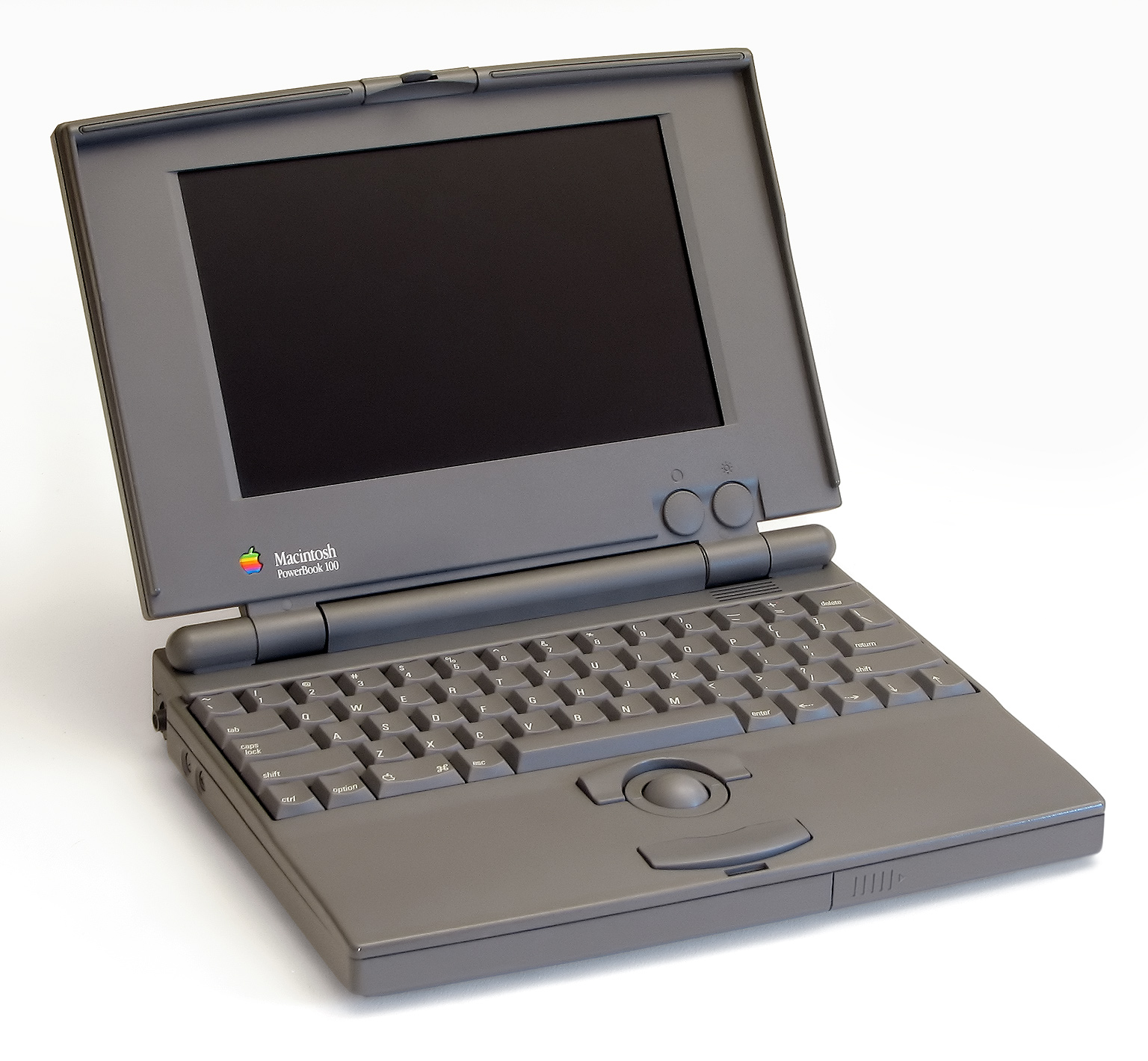
MC68HC000（16MHz）を搭載したPowerBook 100

1991年には、32ビットに書き換えられたMac OS「System 7」が発売され、カラーグラフィックスの性能向上（Truecolor対応）、仮想メモリの導入、ネットワーク、協調マルチタスクの標準化などが行われた。また、この時期、Macintoshは「スノーホワイト」デザインから少しずつ脱却し、Frogdesignに支払っていた高額なコンサルティング料も払わなくなっていた。Appleは、1989年にロバート・ブルーナーを雇ってデザインの内製化を進め、彼はApple Industrial Design Groupを設立し、すべてのApple製品の新しいデザインを担当することになった。同年10月にはMacintosh Classic II、Macintosh LC IIのほか、Appleの最上位機種であるMacintosh Quadra（700、900）と、Macintosh Portableに比べて現在のノートパソコンに近いPowerBook（100、140、170）の2つのコンピュータファミリが発売された。ソニーがAppleのために開発・製造したPowerBook 100と、Apple社内で開発されたPowerBook 140, 170は、キーボードをスクリーンに近づけて配置し、手前にトラックボールとパームレストのためのスペースを確保するなど、後に標準となる斬新なデザインを採用している。

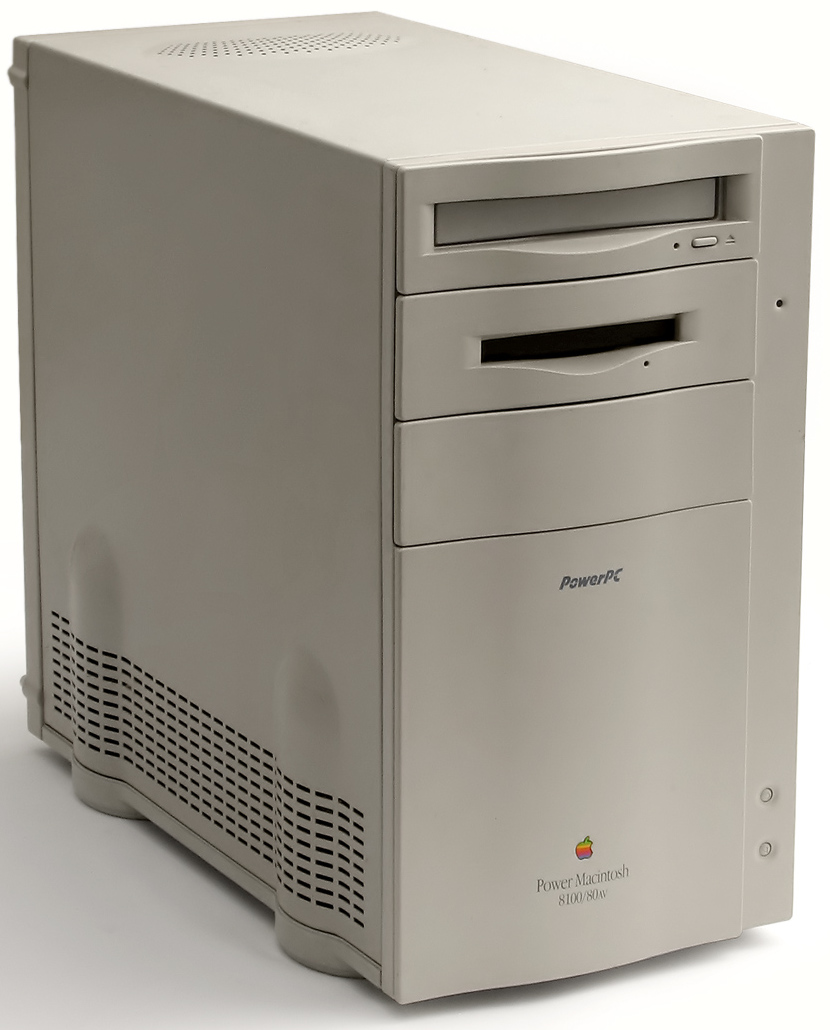
Power Macintosh 6100、7100とともにPowerPCを搭載した初のMacintoshであるPower Macintosh 8100

1993年、Appleはさらに広い市場を開拓するために、PerformaとQuadraの間に位置し、その名の通りAppleの製品群の中心となるMacintosh Centrisを発売した。1994年に、Appleは新たな入力デバイスとして、PowerBook 500シリーズからトラックパッドへ移行した。また、モトローラのMC680x0アーキテクチャーの採用が中止され、1991年にApple、IBM、モトローラの3社で結成されたAIM連合が設計したRISCアーキテクチャーであるPowerPCが採用された。この新しいプロセッサファミリは、新リーズPower Macintosh（後にPower Macと略される）を生み出した。1995年1月、生産開始から1年も経たないうちに、Appleは100万台の販売を発表し、相対的な成功を示した。
しかし、このような努力にもかかわらず、インテルのマイクロプロセッサとMicrosoft Windowsシステムを搭載したPC互換機に押され、Appleのシェアは低下していった。この傾向は、Intel Pentium搭載の新しいPCやWindows 95の発売により、ますます強まっていった。後者は、PCのマルチメディア機能を向上させ、WindowsのインターフェイスをMacのシステムにどんどん近づけていった。これを受け、AppleはOSのライセンスプログラムを開始し、他社がSystem 7.5を搭載したMacintosh互換機を販売できるようにした。これらのマシンは「クローン」と呼ばれている。しかし、これらのクローンのシェアは、主にAppleのMacintoshのシェアを侵食しただけで、その目的は達成されなかった。
スティーブ・ジョブズの復帰直前の1997年5月に、Appleの20周年を記念し、12,000台の「Twentieth Anniversary Macintosh」が発売された。しかし高価格に見合わない低性能で、販売はふるわず、大幅値下げで在庫処分された。この機種は、当時PowerBook 3400c搭載のものと同サイズの液晶ディスプレイを搭載しているのが特徴で、Appleのデスクトップパソコンとしては初の試みだった。
1997年7月、ジョブズがAppleで復権した後、廃止されたCoplandプロジェクトに代わって、System 7.7がMac OS 8と改称された。AppleはSystem 7.xのみをサードパーティメーカにライセンスしていたため、クローン製品の販売に終止符を打つことができた。

### 1998年 - 2005年：復活

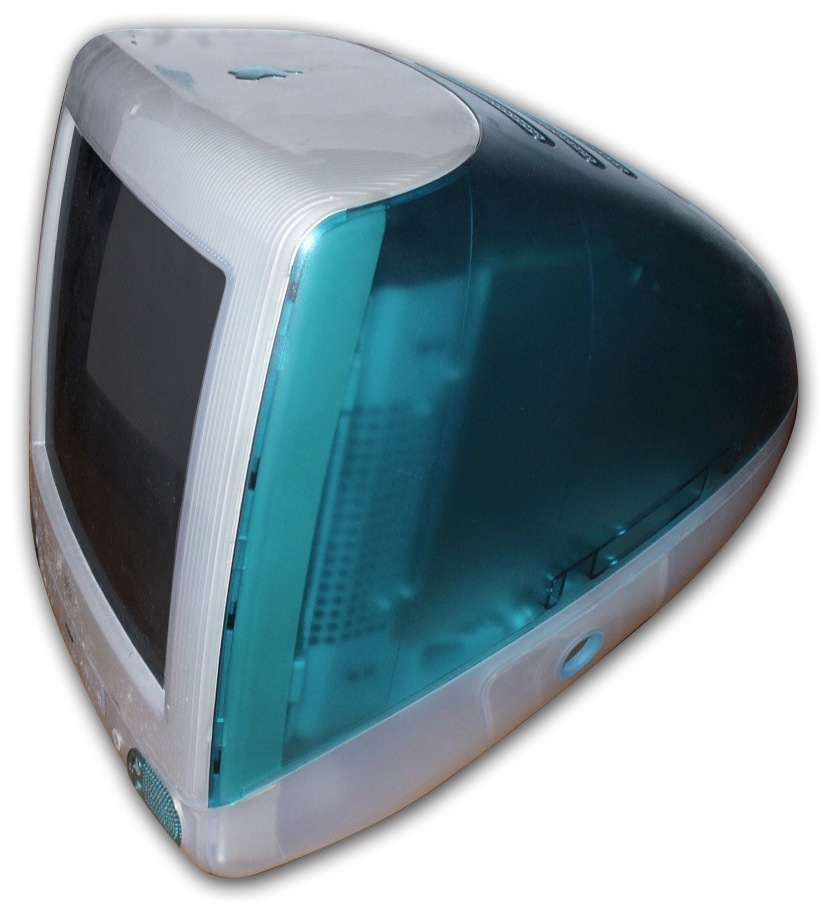
復活の看板を掲げたiMac

1998年、ジョブズが暫定最高経営責任者（iCEO）に復帰した後、Appleは新しいオールインワン・コンピューター「iMac」を発売した。15インチのスクリーンとロジックボードは同じ半透明プラスチックケースに収められており、最初はボンダイブルーのみだったが、後に他のカラーバリエーションが追加された。他のMacintoshとは一線を画すデザインであることに加え、ADB端子とSCSI端子とシリアルポートが廃止され、2つのUSB端子が採用された。内蔵フロッピーディスクドライブもなくなり、リムーバブルメディアはCD-ROMドライブになった。1998年8月15日に発売されてから年末まで、Appleは80万台以上を販売した。この売上とPower Macintosh G3により、Appleは1995年以来の黒字を達成した。1999年には、ホワイトとブルーの半透明プラスチックケースのPower Macintosh G3 (Blue & White)と、新製品であるAppleのコンシューマ向けノートパソコン「iBook」が発売された。前年のiMacと同様、iBookも成功を収め、1999年の最終四半期にはアメリカで最も売れたノートパソコンとなった。同年秋、AppleはPowerPC G4プロセッサーを搭載したPower Mac G4の最初のバージョンを発売した。
iMacやiBookで様々な色を採用してきたAppleは、コンシューマ向けマシンでは白いポリカーボネートを採用した。2001年に発売された新しいiBook、2002年に発売されたiMac G4とeMacは白いポリカーボネートを採用しているが、プロ向けのマシンには、PowerBook G4にはチタン合金、Xserveにはアルミニウム合金というように、金属製のケースを採用した。

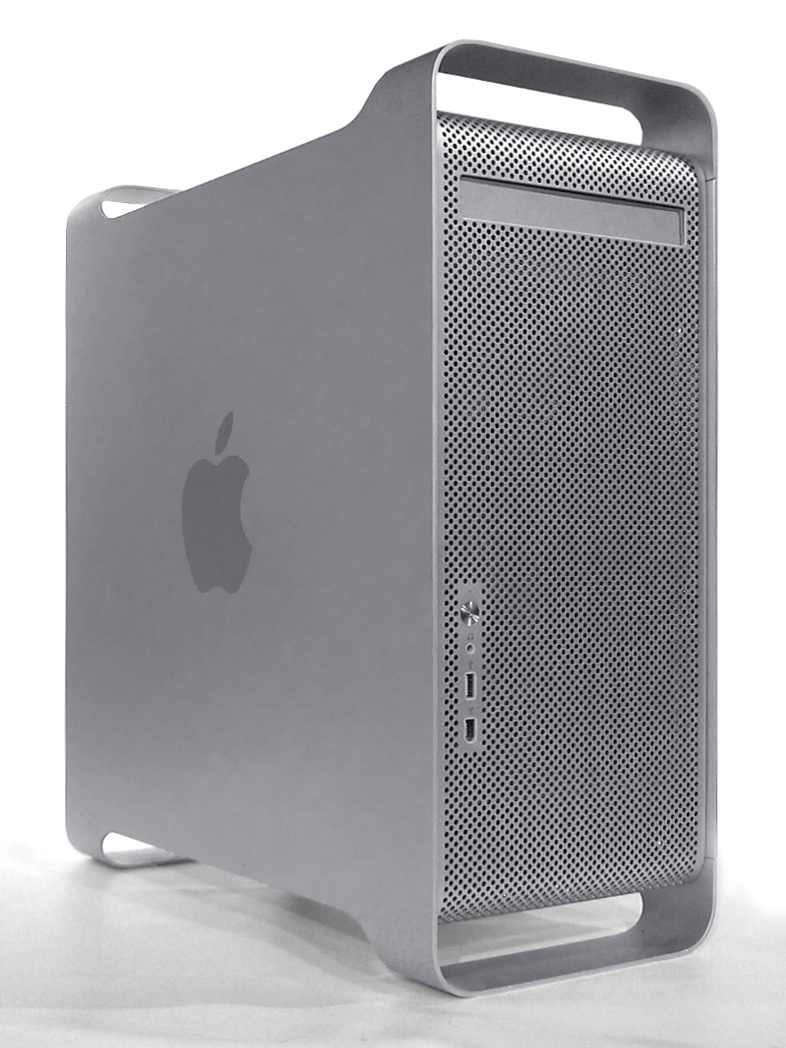
2003年に発売されたPower Mac G5は、Macとしては初めてアルミ合金筐体を採用した

その後、PowerPC G4は、2003年のPowerPC G5にその座を譲り、Power Mac G5、そして2004年のiMacに搭載された。PowerPC G5はエネルギー消費量と発熱量が多すぎ、Appleはノートパソコンに搭載できなかった。2005年1月、Appleは発熱の少ないPowerPC G4を搭載したMac miniを発表した。これは、同社が販売するMacの中で最も安価なもので、発売時の価格は499ドルだった。Mac OS 8のリリース後、Mac OSは最終的に9.2.2までアップデートを続けた。バージョン8.1ではHFS+ファイルシステムのサポート、バージョン8.5ではPowerPCプロセッサのみへの対応、など様々な改良が加えられた。Coplandプロジェクトを中止したAppleは、1996年12月にNeXTを買収し、NEXTSTEPオペレーティングシステムを新しいMacオペレーティングシステム「Mac OS X」のベースにすることにした。後者は、XNUカーネルに実装されたMachカーネルをベースにしており、どちらもNEXTSTEPで使用され、BSDからのコードで強化されてMac OS XのコアであるDarwinに含まれている。最初のパブリックベータ版は2000年9月に30ドルでリリースされ（日本語対応パブリックベータ版は同年10月に3,500円で販売）、新システムのプレビューや、バグの報告が可能となっていた。Mac OS Xの最初のバージョンである10.0（コードネーム：Cheetah）は、2001年3月24日に発売された。前のバージョンのMac OS用に設計されたアプリケーションを実行するための、Classic環境が含まれる。その後、10.1（2001年）、10.2（2002年）、10.3 Panther（2003年）、10.4 Tiger（2005年）と次々とMac OS Xのメジャーアップデートをリリースし機能の充実を計った。

### 2005年 - 2016年：インテルへの移行

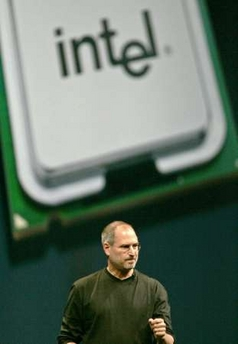
Macの搭載CPUをインテルへ移行することを発表しているスティーブ・ジョブズ

2005年6月6日、WWDCの基調講演において、1年後以降の消費電力あたりの性能向上が著しいことを理由に、2006年半ばよりCPUをPowerPCからインテルX86系のものへと順次切り替えていくとAppleより発表された。これは、特に熱に弱いノートパソコン向けに、インテルの低消費電力チップ「Core Duo」と歩調を合わせ、同社のコンピューターをより現代的なものにするために行ったものである。
2006年8月7日のMac Pro発表で、すべてのMacにインテル製のX86プロセッサが採用され、それに伴って一部のMacの名称が変更された。Mac OS X 10.6以下（10.7以降はサポート終了）のインテルベースのMacでは、PowerPC用に開発された既存のソフトウェアをRosettaという動的コード変換プログラムを使って動かすことが可能だったが、ネイティブプログラムに比べて明らかに速度が遅かった。しかも、インテルのアーキテクチャでは、Classic環境を利用することができなかった。インテルMacの登場により、Virtual PCなどのエミュレーションソフトを使わずに、Appleのハードウェア上でMicrosoft Windowsをネイティブに動作させることが可能になった。2006年4月5日、Appleは、インテルベースのMacにWindows XPをインストールするためのソフトウェア「Boot Camp」のパブリックベータ版の提供を発表した。Mac OS X 10.5ではClassic環境が廃止され、Boot CampはインテルベースのMacの標準機能となった。

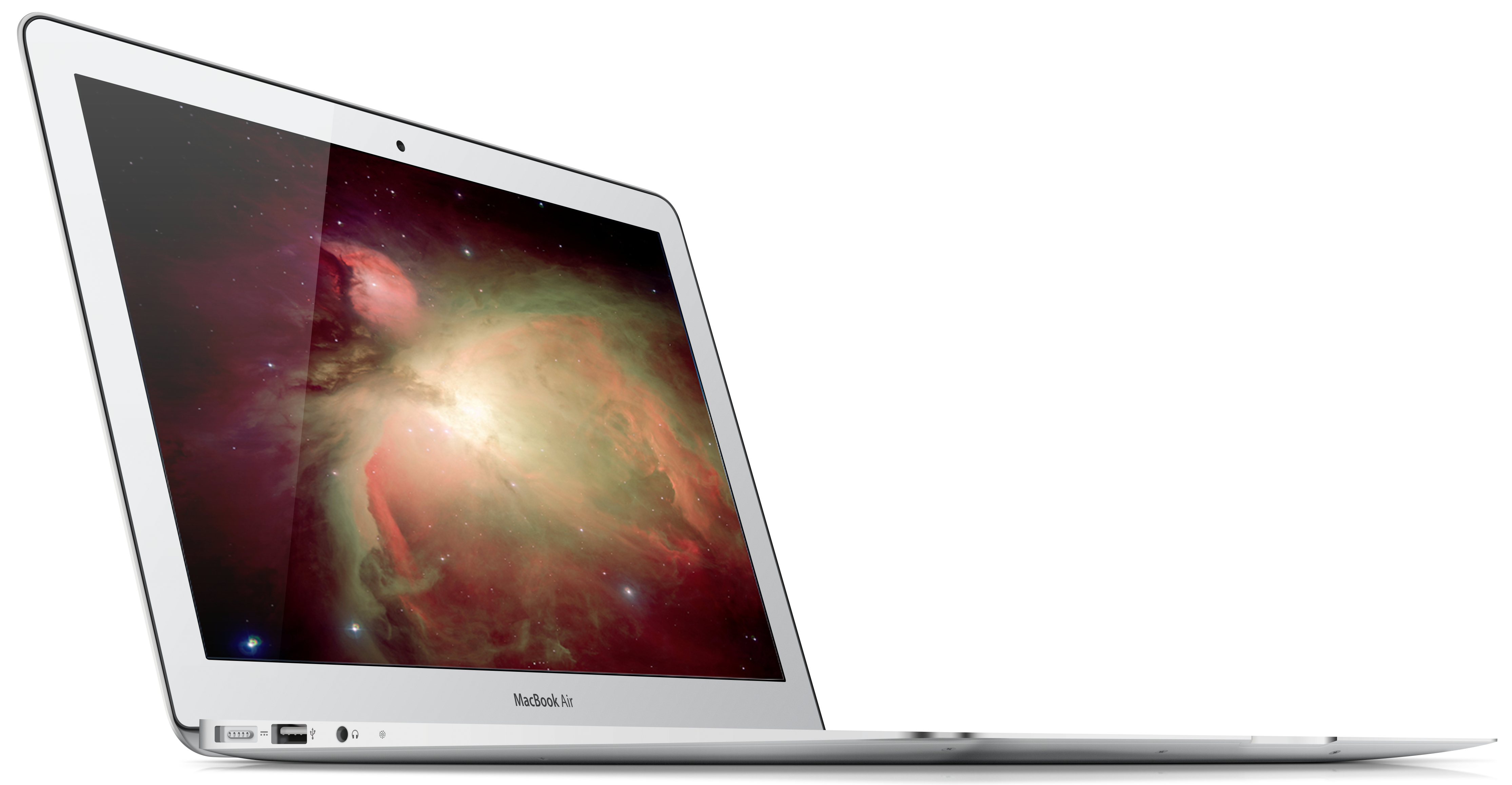
MacBook Air（2012年）

2006年以降、Appleのインダストリアルデザインはアルミニウムにシフトし、初代MacBook Proの筐体にもアルミニウムが使用された。2008年には、MacBook Proの高精細ユニボディ化に伴い、ガラスが採用された。これらの素材は環境にやさしいとされている。2022年現在、Mac Pro、iMac、MacBook Pro、MacBook Air、Mac miniの各シリーズは、すべてアルミニウム合金の塊から削り出したユニボディ筐体を採用している。当時のチーフデザイナージョナサン・アイブは、ノートパソコンのバッテリ交換を廃止するなど、製品をミニマルでシンプルなものにした。また、iPhoneで採用されているマルチタッチジェスチャをMacでも採用し、ノートパソコンではマルチタッチトラックパッド、デスクトップパソコンではMagic MouseとMagic Trackpadを採用している。これにより、3本指や4本指などでの操作もできるよう改良され、スクロールのほか、画像の拡大・縮小や回転、Exposéの利用やアプリケーションの切り替えなどの機能が追加された。
2011年2月24日、Appleは、インテルと共同開発した新しいI/OインターフェイスであるThunderbolt（コードネーム：Light Peak）を採用したMacを初めて市場に投入した。Mini DisplayPortと同じ物理インターフェイスを採用し、同規格との下位互換性を持つThunderboltは、双方向で10Gbit/sの転送速度を誇る。
2012年6月12日、初のRetinaディスプレイを搭載したMacBook Proを発表。
2015年、IBMが自社に最大20万台のMacを順次導入すると発表し、Mac@IBMプログラムで自社へ大規模導入した経験 を元にAppleとの提携の一環として、IBM Managed Mobility Services for Mac を開始した。日本でも2016年5月より開始している。

### 2016年 - 2020年：キーボード問題の改善
第4世代のMacBook Proは、2016年10月に開催されたApple Special Eventで発表されたもので、デザインの薄型化、ヘッドフォンジャックを除くすべてのポートがUSB Type-Cポートに変更され、MacBookに搭載されていたバタフライキーボード、P3広色域ディスプレイ、そしてMacBook Proの一部モデルでファンクションキーとEscキーに代わるタッチスクリーンの有機ELディスプレイ「Touch Bar」が搭載され、使用するアプリケーションに応じて変化・適応するUIが採用された。また、Touch Bar搭載モデルでは、電源ボタンをTouch IDに置き換えた。Apple T1チップも搭載しており、インテルのCPUを採用したまま、アーキテクチャは刷新され、Touch BarやTouch IDを含むハードウェアを制御しセキュリティを司るbridgeOSが採用されている。発売後の評価は賛否両論だった。また、USB-Cポートは、多くのユーザ、特にMacBook Proのプロフェッショナル層にとって不満の種となっており、USB Type-AやSDメモリーカードを接続するためのアダプタなどを購入する必要があった。
数か月後、MacBookおよびMacBook Proに搭載されているバタフライキーボードが動作しなくなるという報告が多くのユーザーから寄せられた。この問題は、キーボードの下に砂や食べかすなどの小さな異物やほこりが入り込み、キーボードが詰まってしまったため、Apple Storeまたは正規サービスセンターに持ち込んで修理してもらうことになった。

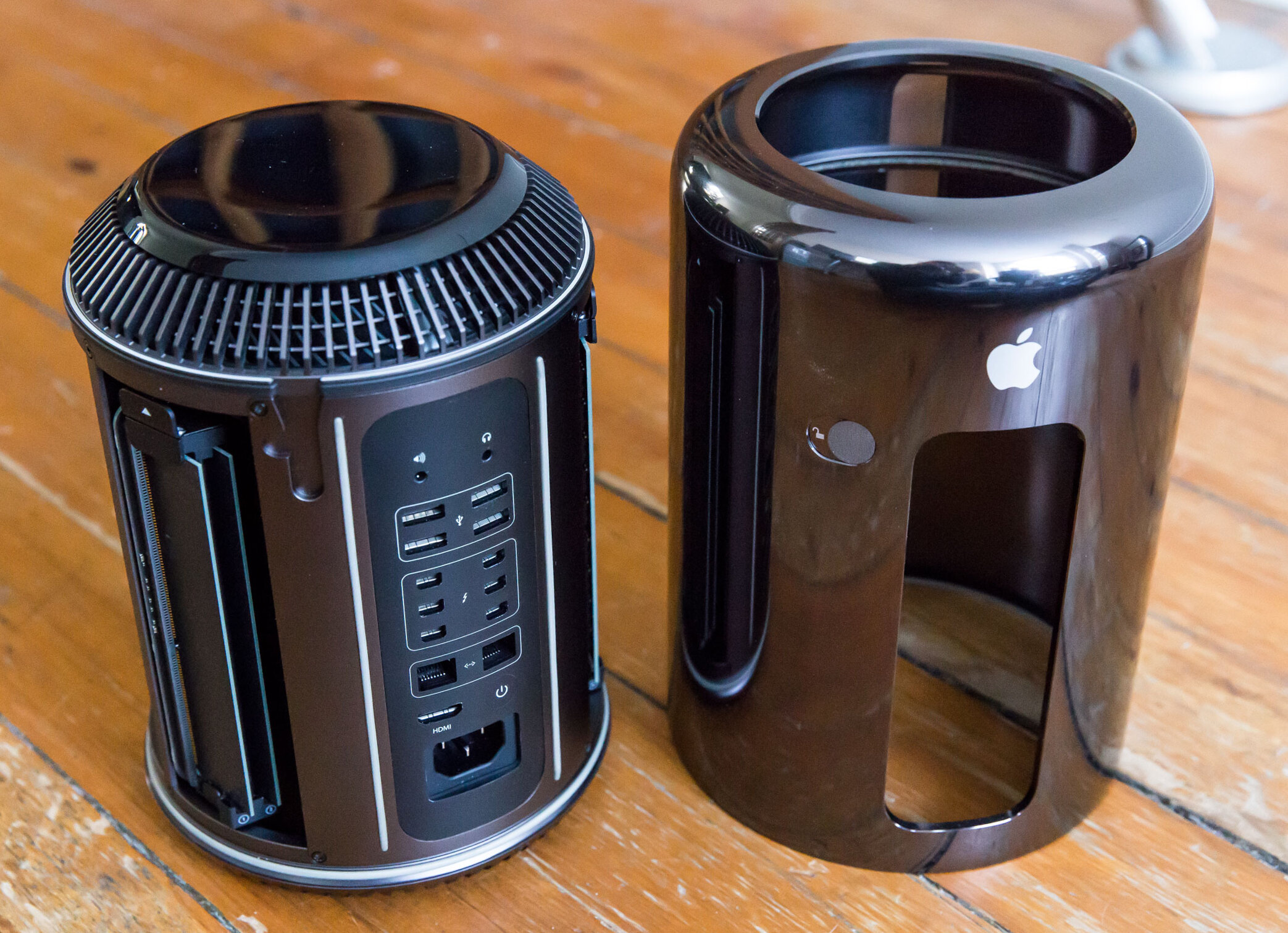
Mac Pro（2013年）

2013年のMac Proがアップデートを受けることなく数年が経過した後、マーケティング担当上級副社長のフィリップ・シラーとソフトウェアエンジニアリング担当上級副社長のクレイグ・フェデリギは2017年に現行のMac Proが期待に応えられていないことを認めた。iMac Proは、WWDC 2017でジョン・ターナスハードウェアエンジニアリング担当副社長によって、 最大18コアのIntel XeonプロセッサーとRadeon Pro Vega GPUを搭載して発表された。次世代Mac Proが登場するまでのプロユーザ向けの応急処置という側面もあった。
2018年、Appleはより高速なプロセッサと第3世代のバタフライキーボードを搭載したMacBook Proを更新し、同年に発売されたRetinaディスプレイ搭載のMacBook Airのデザインを一新して、キーボードに埃や小さな物体の侵入を防ぐシリコンガスケットを追加し、影響を受けたキーボードを無償で修理するプログラムを開始したが、ユーザは引き続きキーボード問題に悩まされていた。

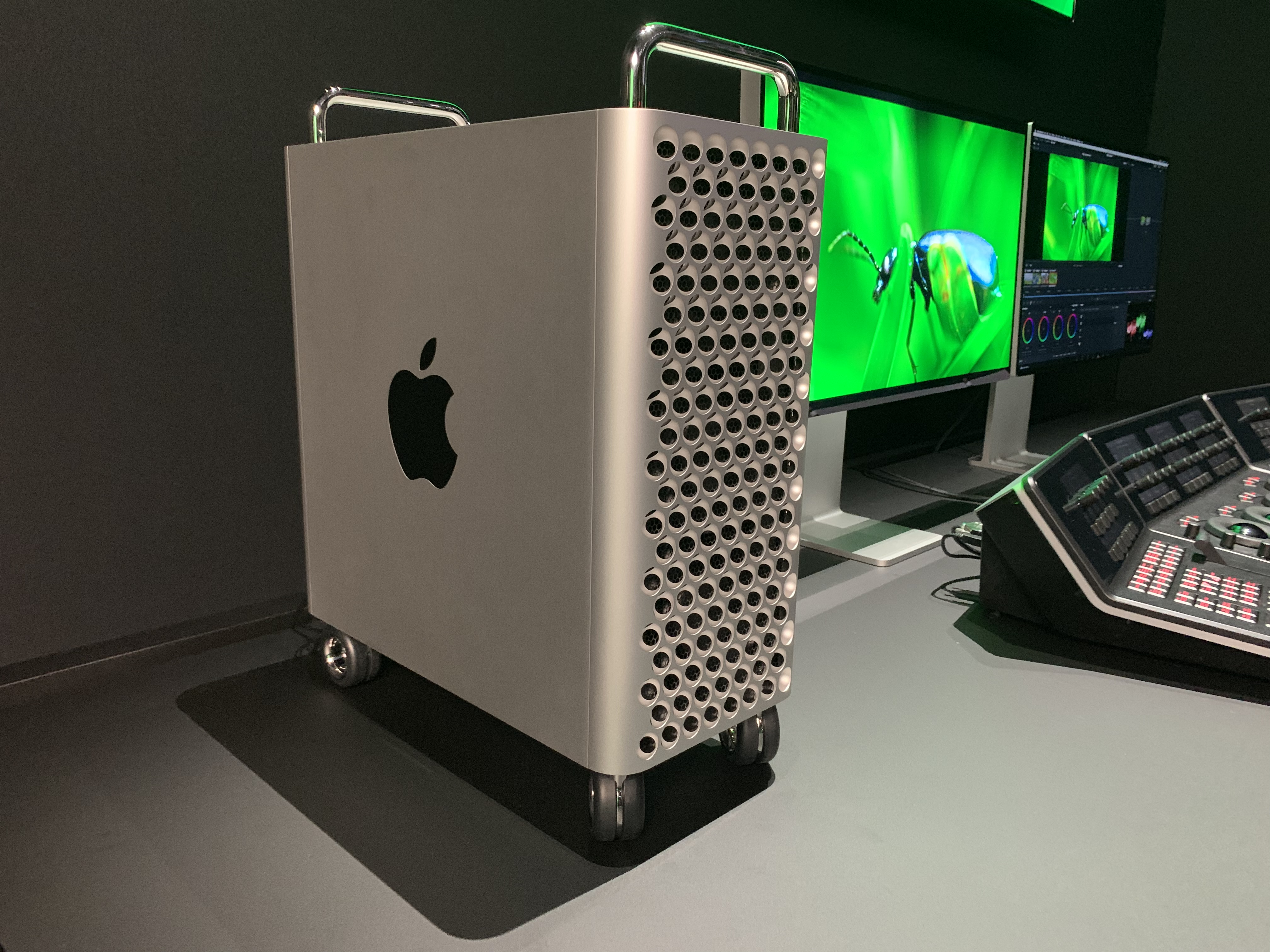
Mac Pro（2019年）

2019年のMacBook ProとMacBook Airの刷新では、いずれもバタフライキーボードが廃止され、Appleが「Magic Keyboard」と呼ぶ、2016年以前のMacBookで採用されていたシザースイッチ機構の改良版に変更された。また、Touch BarとTouch IDがすべてのMacBook Proに標準装備され、Touch ID・電源ボタンが分離されてより右側に移動し、Escキーも物理キーとなりTouch Barから切り離された。WWDC 2019で、ジョン・ターナスが発表した新しいMac Proは、従来の円筒形デザインよりも前のMac Proに近いように見えるが全く新しい設計の筐体デザインで、Apple独自のカスタムデザインのPCI Express拡張スロット「MPX Module」によるアップグレード性が格段に向上しており、AMDグラフィックスカードなどの標準的なPCI Expressも動作する仕様になった。ほとんどの部品がユーザによる交換が可能で、iFixitによる修理可能性の評価は9/10となっている。レビューでは、モジュール化やアップグレード性、静音性などが評価され、前世代のMac Proに不満を持っていたプロの要望にも応えていると評価された。

### 2020年 - 現在：Appleシリコンへの移行

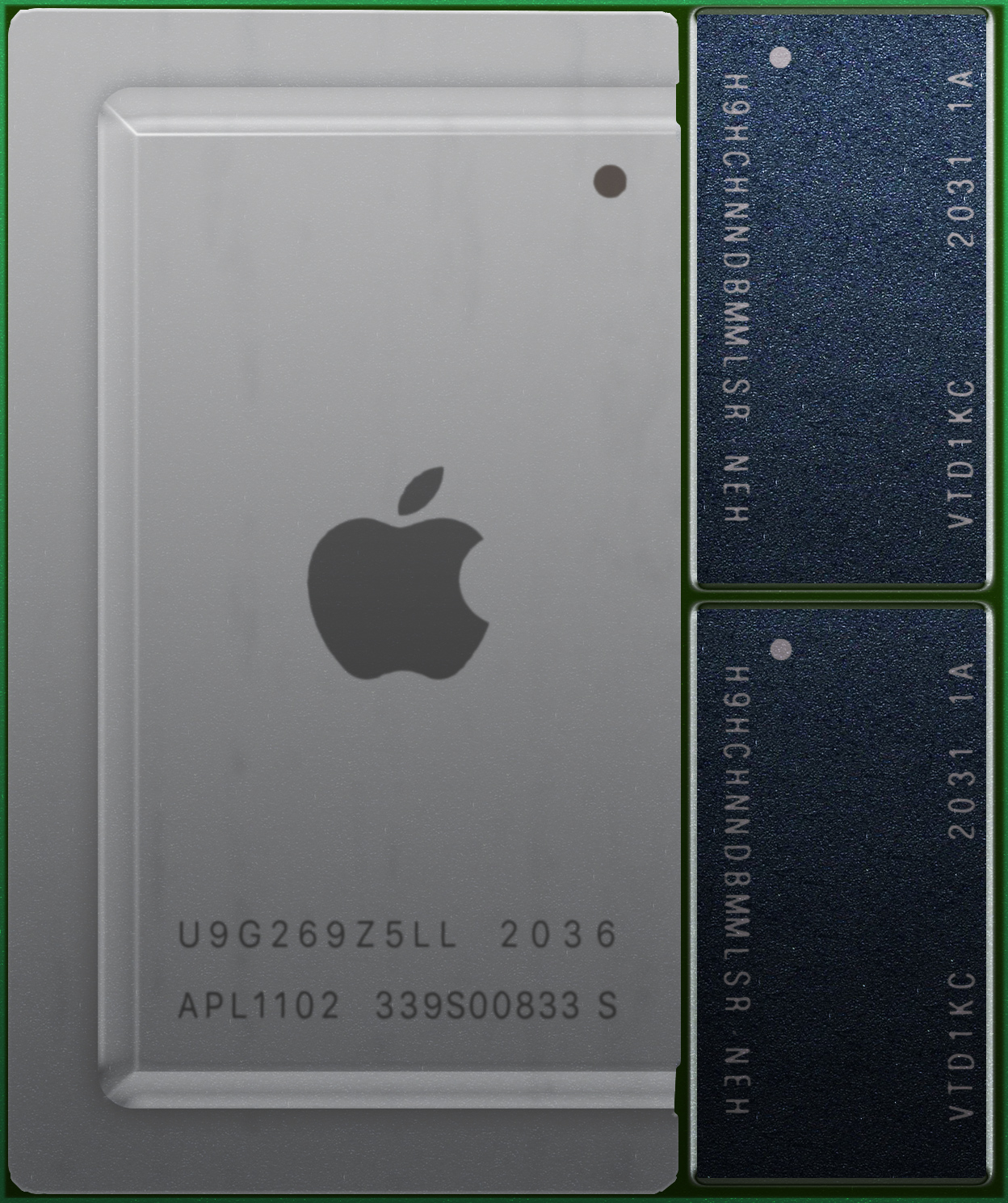
Apple M1

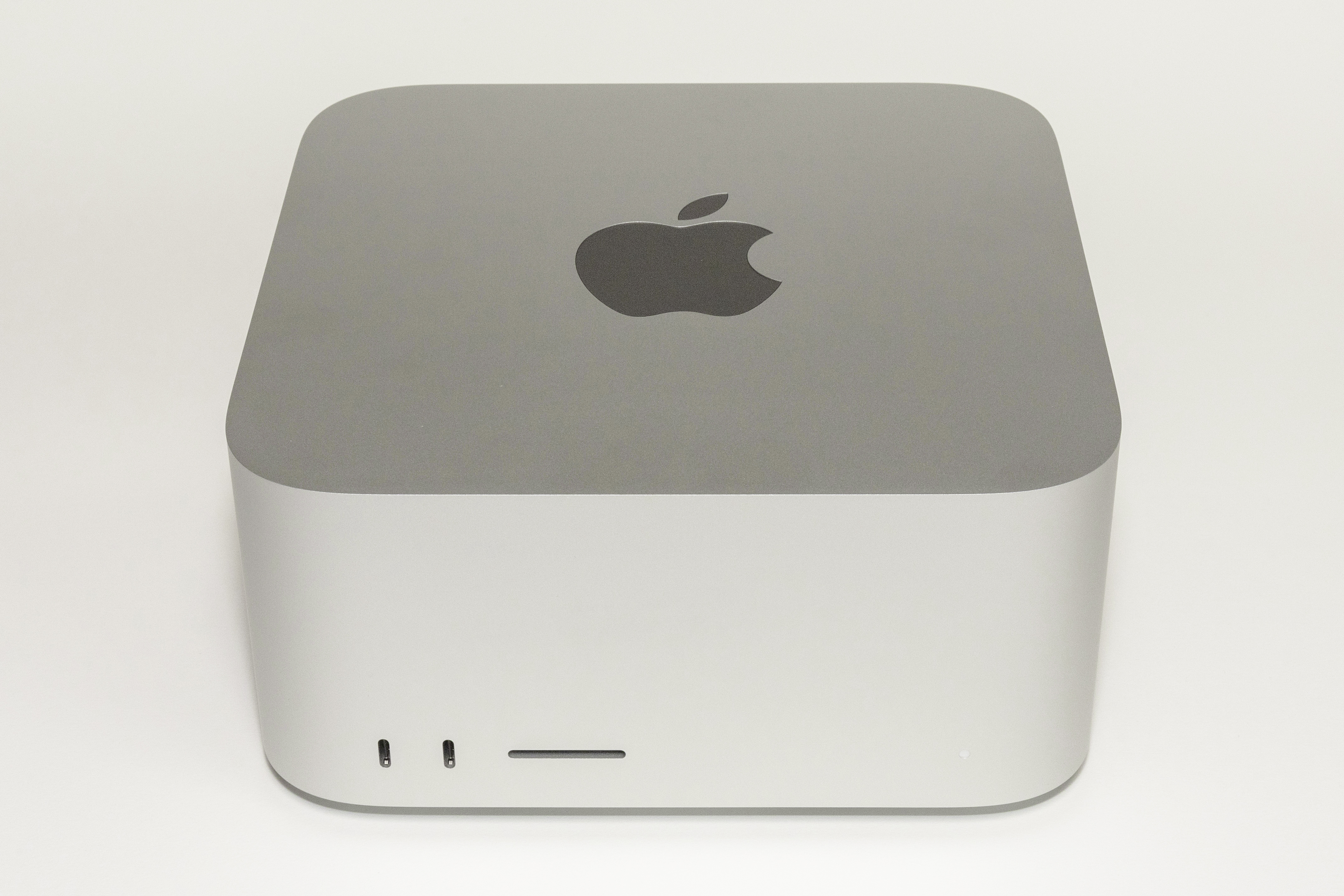
Mac Studio

2018年4月、ブルームバーグは、Appleがインテル製プロセッサーの搭載を中止し、同社のiPhoneに使われているような自社開発のARMプロセッサに置き換えるつもりであるとする噂を掲載し、インテルの株価は6％下落した。この噂についてコメントしたザ・ヴァージは、インテルがラインナップの大幅な改善に失敗しており、ARMチップとバッテリ駆動時間で競争できないことから、このような決定は理にかなっていると述べた。
2020年6月22日のWWDCの基調講演において、AppleはMacに搭載するCPUを今まで採用してきたインテル製のものからARMアーキテクチャをベースにした自社設計のAppleシリコン（SoC）に今後2年間で切り替えると発表した。2005年に発表されたPowerPCからインテルへの移行時と同様に、Appleシリコンを搭載したMacは、Rosetta 2と呼ばれる動的コード変換プログラムを使用し、インテル用に設計されたソフトウェアを実行することが可能になっている。Appleは、開発者に対し、1年後に返却することを条件にDeveloper Transition Kit（DTK）を500ドルで提供した。DTKは、2020年モデルのiPad Proと同じA12Z Bionicチップを搭載したMac miniで、ARMアーキテクチャ搭載の次期Macにアプリケーションを最適化するためのものだった。
2020年11月10日、Appleシリコンを搭載して出荷する最初のMacとして、MacBook Air、Mac mini、13インチMacBook Proを発表した。いずれも、これまでAppleが製造してきたどのAシリーズプロセッサーよりも高速で、4つの高性能コアと4つの低電力コアを備えたカスタムデザインのApple M1を搭載し、MacBook Airでは7コアのGPUオプション、上位モデルでは8コアのGPUを搭載し、Proとminiでは標準装備となっている。さらに、16コアのNeural Engineを搭載し、機械学習のパフォーマンスが最大11倍に向上していると発表された。これらのチップは電力消費量が大幅に少ないため、MacBook Pro 13インチのバッテリ駆動時間は最大20時間となっている。発売されてからの評価は非常に好評で、ほとんどのレビュアーが「前世代で使われていたインテルのチップよりも、バッテリ駆動時間が長く、発熱がずっと少なく、ずっと速い」と評価している。また、Rosetta 2は、ほとんどのインテル製アプリケーションで動作し、パフォーマンスの低下もさほどなく、WindowsやマイクロソフトのSurface Pro Xよりも高速なパフォーマンスと採用を実現したと評価されている。
2021年4月20日、7つの新色とApple M1チップを搭載した新しい24インチiMacが発表された。筐体全体が100%再生アルミニウム合金製となり、11.5mmの薄さになった。スクリーンは21.5インチ4Kから24インチ4.5K Retinaディスプレイにアップグレードされ、画面の縁がより薄くなった。
2021年10月19日、AppleのMedia Engineを備えたApple M1 ProとApple M1 Maxを搭載しデザインを刷新した14インチと16インチのMacBook Proが発表された。2020年発売のApple M1搭載13インチMacBook Proは据え置きになり、新たなラインナップとして14インチが追加された。プロセッサがアップデートされ、XDRディスプレイとしてミニLEDバックライトでHDR対応となりProMotionに対応するなど、刷新された。
2022年3月9日、Apple M1 Maxの隠されていた内部I/Oである「UltraFusion」を使った別のM1 Maxへの接続により新型SoCであるApple M1 UltraもしくはM1 Maxを搭載した新しいMac Studioが発表された。M1 UltraによりCPUの性能は16コアIntel Xeonを搭載しているMac Proよりも5.3倍の処理性能を持つ。さらに同イベント内で新しいMacディスプレイのStudio Displayも発表された。
2023年1月17日、Apple M2とM2 Proを搭載したMac mini発表。MacBook Pro 14、16インチモデルもM2 ProとM2 Maxを搭載した機種へ更新された。
2023年6月5日、Mac StudioとともにApple M2 Ultraを搭載したMac Proを発表し、全てのApple製品のAppleシリコンへの移行を完了させた。同時にMacBook Air初の15インチモデルを追加している。

## 機種

### 現行機種一覧
PowerPC G3搭載機の発売以降、機種の絞り込みが続いており、デスクトップとノートブックにそれぞれ上位機種と下位機種を1機種ずつ（合計4機種）提供することが基本になっている。2024年10月時点ではデスクトップ4機種とノートブック4機種（合計8機種）に集約されている。
2024年10月時点で販売されている機種は、すべてにAppleの独自開発SoC（Appleシリコン）が搭載されている。macOSがインストールされており、インテル製プロセッサを搭載するMacに限り、別売りのWindows 10やLinux、Chrome OS Flexなど他のOSをインストールすれば、切り替えて利用することが可能になっている。また、Appleシリコン搭載機種でもARM向けにビルドしたMicrosoft Windows 11を動作させることは技術的に可能であるが、現時点でマイクロソフトはARM向けWindows 11のライセンス供給はプリインストールPCのみとしており、ライセンス上は使用不可。Appleの関係者はマイクロソフト次第としている。
| ノートブック | 13インチと15インチMacBook Air                 | 13インチと15インチMacBook Air                   | 14インチと16インチMacBook Pro                             | 14インチと16インチMacBook Pro                             |
| ノートブック |                                               | MacBook Pro 16インチ (2021)                     |                                                           |                                                           |
| ノートブック | 13.6インチ、15.3インチ Apple M2またはM3チップ | 13.6インチ、15.3インチ Apple M2またはM3チップ   | 14.2インチ、16.2インチ Apple M4、M4 ProまたはM4 Maxチップ | 14.2インチ、16.2インチ Apple M4、M4 ProまたはM4 Maxチップ |
| デスクトップ | Mac mini                                      | 24インチiMac                                    | Mac Pro                                                   | Mac Studio                                                |
| デスクトップ |                                               | M1 iMac                                         | Mac Pro                                                   | Mac Studio                                                |
| デスクトップ | 小型デスクトップ Apple M4またはM4 Proチップ   | オールインワン型 24インチ (4.5K) Apple M4チップ | タワー型デスクトップ M2 Ultra                             | 小型デスクトップ Apple M4 MaxまたはM3 Ultraチップ         |

## ハードウェア
Appleは、フォックスコンやPegatronなどのアジアのOEMメーカにハードウェアの製造を委託し、最終製品に対する高度なコントロールを維持している。対照的に、マイクロソフトを含む他の多くの企業は、デル、HP Inc.、ヒューレット・パッカード、コンパック、レノボなど、さまざまなサードパーティが製造するハードウェア上で実行可能なソフトウェアを作成している。そのため、Macの購入者は、マイクロソフトの購入者と比較して、選択肢は比較的少ないものの、優れた統合性を有している。

### 採用アーキテクチャ
2021年以降のすべてのMacに、Appleが設計したAppleシリコンが採用されている。Appleは、1992年のMC68000アーキテクチャからの移行時と同様に、PowerPCからIntel x86への移行時にもRosettaと呼ばれる動的コード変換プログラムを導入した。Macは、新しいCPU設計への移行を成功させた唯一のメインストリームコンピュータプラットフォームであり、その移行は2度にわたって行われた。
2025年現在、すべてのMacには、最低16ギガバイトのRAMが標準で搭載されており、Appleが設計したGPUが内蔵されている。

### 周辺機器とI/O
かつてのMacには、AppleがSuperDriveと呼ぶ、DVD/CDの2つの機能を持つ光学メディアドライブが搭載されていたが、現在SuperDriveを内蔵したMacを出荷していない。現在のMacには、USBとThunderboltの2つの標準的なデータ転送ポートが搭載されている。また、MacBook Pro、iMac、MacBook Air、Mac miniには、Appleによれば最大で毎秒40または120 ギガビットの速度でデータを転送できるThunderbolt 4、またはThuderbolt 5ポートが搭載されている。USBは1998年のiMac G3に搭載され、当時FireWireは主にハードディスクやビデオカメラなどの高性能な機器に限られていた。
2005年10月に発売されたiMac G5を皮切りに、iSightカメラを内蔵したモデルや、Apple Remoteやキーボードで操作してコンピュータに保存されているメディアを閲覧できるFront Row機能を搭載したモデルなどがある。しかし、2011年現在、Front Rowは廃止され、Apple RemoteもMacには同梱されていない。

### ポインティングデバイス

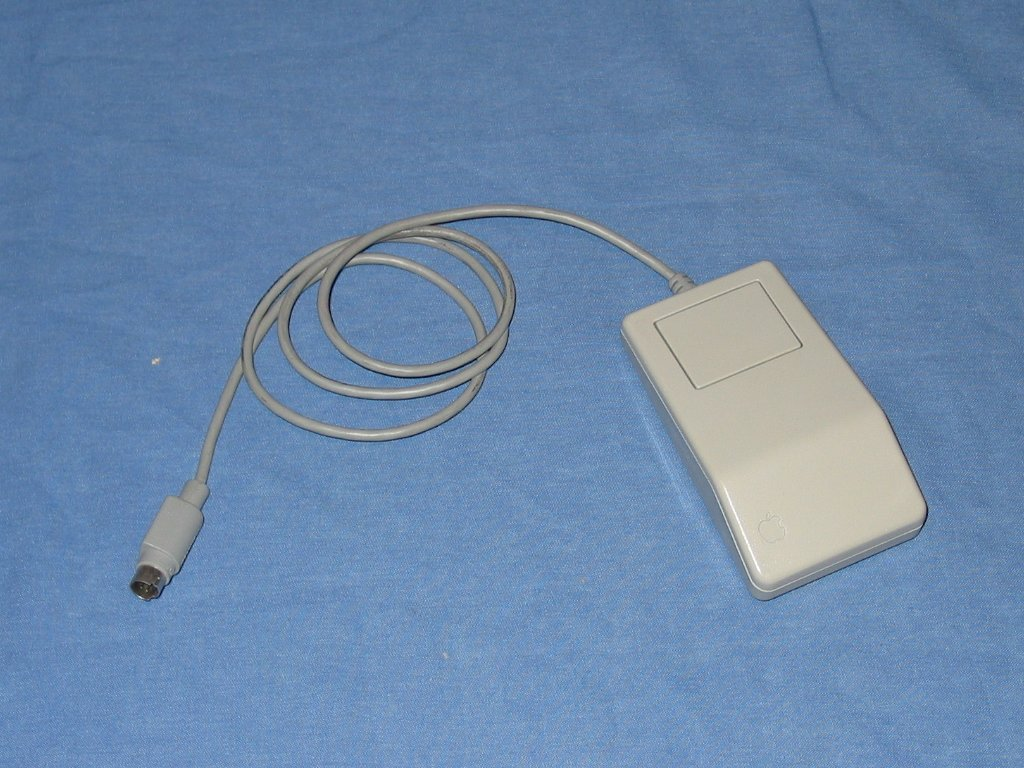
初期のADBワンボタンマウス

Appleは当初、複数のボタンやスクロールホイールを備えたマウスの採用には消極的であり、ワンボタンマウスは、Macintosh独特のインターフェイスとして知られていた。1984年に初代Macintoshに搭載されたワンボタンマウスは、Macの「使いやすさ」を実現するための中心的存在だった。2001年にMac OS Xが登場するまで、Macはサードパーティ製であっても複数のボタンを持つポインティングデバイスをネイティブにサポートしていなかった。2005年8月にMighty Mouseを発売するまで、Appleはワンボタンマウスのみを販売していた。Mighty Mouseは機械的には従来のワンボタンマウスのように1つのボタンがマウス全体を覆ったような形をしているが、実際には「副クリック」を含む4つのボタンと、X軸とY軸を独立して動かすことができるスクロールボールを備えていた。2006年7月にはBluetooth対応の無線タイプも発売された。2009年10月、Appleは物理的なスクロールホイールやボールの代わりに、iPhoneと同様のマルチタッチジェスチャー認識を採用した無線タイプのみのMagic Mouseを発表した。有線タイプのMighty MouseはApple Mouseとして再ブランド化し、2017年に製造中止になるまで代替品として販売されていた。また、2010年以降、AppleはMacのデスクトップパソコンをノートパソコンと同様の方法で操作する手段としてMagic Trackpadを販売している。

## ソフトウェア
初代Macintoshは、コマンドラインを使わないグラフィカルユーザーインタフェイスを採用した最初の成功したパーソナルコンピュータである。デスクトップメタファと呼ばれる、書類やゴミ箱などの現実世界のオブジェクトをアイコンとして画面に表示する方式を採用している。1984年に初代Macintoshとともに登場したシステムソフトウェアは、1997年に「Mac OS」と改称され、バージョン9.2.2まで進化を続けてきたが、現在ではClassic Mac OSとして知られている。日本市場では「漢字Talk」と呼ばれていた。過去にAppleは、A/UX、MkLinuxなどのOSも開発していた。また、Apple製以外ではBeOS、NetBSDなどが実行できた。
インテル搭載のMacが発売された後、Parallels Desktop、VMware Fusion、VirtualBoxなどのサードパーティ製プラットフォーム仮想化ソフトウェアが登場した。これらのソフトウェアは、Microsoft Windowsや従来のWindows専用ソフトウェアを、ネイティブに近い速度でMac上で動作させることができる。また、Windows XP、Vista、7、8、10をインストールし、Mac OS XとWindowsをネイティブにデュアルブートするためのBoot CampやMac専用Windowsデバイスドライバもリリースされた。Boot Campやその他の仮想化のワークアラウンドを使って、Linuxを実行することも可能である。
Mac OS Xはバージョン10.9で「OS X」と改称された。バージョン10.12以降、OS Xは「macOS」となり、AppleはOS（iOS、tvOS、watchOS）の名称を統一することにした。また、2001年から続いたバージョン10.xシリーズ（Mac OS X CheetahからmacOS Catalina）は2020年に終止符が打たれ、同年にバージョン11（macOS Big Sur）、翌年にはバージョン12（macOS Monterey）とバージョン数のパターンが変更された。

### 拡張子とマルチユーザ
Macintoshにおいて、ユーザは原則的に拡張子を意識せずとも良い状況が作られてきた。それは新旧のMac OSで一貫して言えることであり、ファイルを開く時は拡張子に頼らず、そのファイルを編集したアプリケーションが起動する仕組みになっている。それは、ファイル自身に、そのファイルを編集したソフトがクリエーター属性として自動的に記録されるためである。
この機能を継承しつつも、macOSへの移行に伴い拡張子の扱いも見直され、拡張子の表示と非表示は切り換えることができるようになった。アプリケーションの中には拡張子を判断するもの(例：Java)があるため、この機能はMacと他OSとの互換性を考慮した結果とも言える。
拡張子の他に、他のOSが採用している一般的な流儀としてmacOS（Mac OS 9では疑似）より採用された、ログインユーザごとに分けられたホームディレクトリにみられるマルチユーザ機能がある。Mac OS X v10.3Pantherからはファストユーザスイッチという機能が搭載され、より簡単にユーザを切り替えることができるようになった。単独でMacintoshを使っているユーザにも、別のユーザディレクトリを持つことで、本来の環境への影響を最小限にして X Window System などを試してみることもできる。

## マーケティング

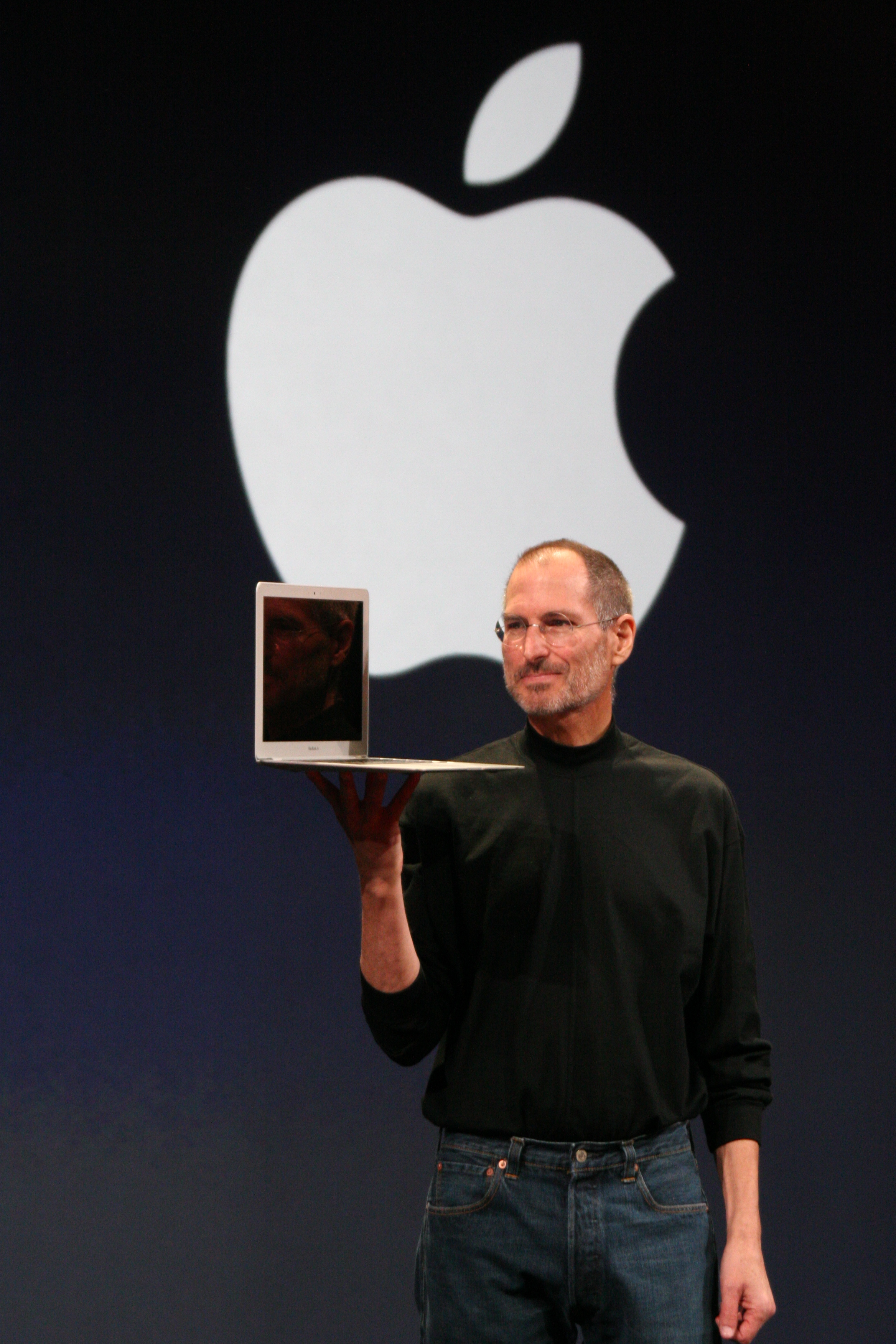
Macworld Expo 2008でMacBook Airを発表・宣伝するスティーブ・ジョブズ

1970年代から1980年代前半にかけて、コンピュータ関連の広告は、ほとんどインサイダー（アーリーアダプターなど）、企業、政府、大学などの視聴者に向けたものだった。IBMのPCと同様に、Appleは「1984」のCMを、視聴者数が9,000万人を超える米国最大のテレビイベント「第18回スーパーボウル」にて放送するなど、大規模なキャンペーンを展開し、初代Macintoshを一般の人々に広めた。1984年に成功したAppleは、翌年にもMacintosh Officeの広告である「レミングス」を放送したが、これは潜在的な購入者を不満にしたため失敗に終わった。Macintoshの広告が再びスーパーボウルに現れたのは、1999年、HALがデイビットにMacintoshはY2K問題フリーだと発表してからだった。このような広告に加え、AppleはMacintosh Plus、Performa、Quadra、さらにはPowerBookなど、より一般的な広告を報道機関で行っている。後者については、新聞やテレビで「What's on your PowerBook」というスローガンを掲げたキャンペーンが行われている。Microsoft Windows 95が発売されると、Appleはこれに対抗し、マイクロソフトのシステムを否定するキャンペーンを行った。プレスリリースに掲載されたAppleの広告には、「想像してみてください、書類を捨てても戻せるゴミ箱付きのデスクトップを！」と書かれていた。この機能は、11年前に発売されたMacintoshに搭載されていたものである。テレビ広告でも同じような内容のものが放送された。ある講演者が、Windows 95でプレゼンテーションを開始するのは不可能だと突きつけられ、観客からは理解しにくいコードの行を指摘される。簡単に使えるパソコンを探しているなら、解決策は一つしかないというナレーションが流れ、会場から「Macintoshを買おう！（Buy a Macintosh!）」という声が聞こえるという内容だった。
スティーブ・ジョブズが最高経営責任者に復帰した直後の1997年、Appleは「Think different」キャンペーンを展開し、1990年代半ばの会社の衰退によって損なわれたイメージを回復させようとした。CM、都市部でのポスター、プレス広告などを加えたこのキャンペーンは成功し、1998年には広告部門で初のエミー賞を受賞した。「Think Different」は、2002年に「Switch」キャンペーンに引き継がれるまで、Appleのスローガンとなった。「Switch」キャンペーンでは、Macに「乗り換えた」一般ユーザが、PCの問題点を語っていた。Appleは2006年から「Get a Mac」キャンペーンを実施し、Macの普及に努めてきた。この広告には、Mac OS X（現macOS）とWindowsを搭載したマシンを擬人化した「Mac」と「PC」というキャラクタが登場しており、主人公2人の短い議論を通して、Macの長所とライバル（Windows）の短所が強調されている。
従来の広告に加えて、Appleはカンファレンスを開催し、Macをはじめとする新製品の発表とプロモーションを行っている。これらの会議は、Macworld Conference & Expo、Apple Expo、Worldwide Developers Conferenceなどの展示会の枠組みの中で、あるいはApple Eventと呼ばれるシンプルな記者会見の中で開催されていた。基調講演は、スティーブ・ジョブズが復帰してから2011年10月5日に逝去した後も、聴衆の前で行われることが多く、その様子は全てではないがインターネットで中継されている。

## 影響
Macintoshは、マット・グレイニングが制作した『フューチュラマ』や『ザ・シンプソンズ』などのアニメシリーズの制作者にも影響を与えており、いくつかのエピソードに登場するコンピュータは、Macintoshの特定のモデルに大きく影響を受けている。